# Giải vô địch bóng đá thế giới 2022
Giải vô địch bóng đá thế giới 2022 (hay Cúp bóng đá thế giới 2022, tiếng Anh: 2022 FIFA World Cup, tiếng Ả Rập: كأس العالم لكرة القدم 2022) là lần thứ 22 của Giải vô địch bóng đá thế giới, diễn ra tại Qatar từ ngày 20 tháng 11 đến ngày 18 tháng 12 năm 2022. Đây là kỳ World Cup thứ hai trong lịch sử được tổ chức tại châu Á (sau giải đấu năm 2002 được tổ chức ở Nhật Bản và Hàn Quốc), cũng là kỳ World Cup đầu tiên được tổ chức ở một quốc gia thuộc thế giới Ả Rập và thế giới Hồi giáo. Qatar cũng trở thành nước chủ nhà thứ ba ở châu Á giành quyền đăng cai World Cup.
Đây cũng là kỳ World Cup cuối cùng với 32 đội tham dự, trước khi số lượng đội tuyển sẽ tăng lên 48 đội kể từ giải đấu năm 2026. Để tránh sự khắc nghiệt của khí hậu nóng bức ở Qatar, World Cup lần này được tổ chức vào tháng 11 và tháng 12. Giải được tổ chức trong một khung thời gian rút ngắn là 29 ngày, với 64 trận đấu được diễn ra ở tám địa điểm khắp năm thành phố. Qatar tự động tham dự giải, cùng với 31 đội còn lại được xác định thông qua quá trình vòng loại. Đây là lần đầu tiên mà Qatar góp mặt tại World Cup, nhưng họ đã sớm gây thất vọng khi thua cả 3 trận vòng bảng, trở thành đội chủ nhà đầu tiên thua trận mở màn, đội chủ nhà bị loại sớm nhất, và đội chủ nhà thứ hai (sau Nam Phi ở giải đấu năm 2010) không vượt qua được vòng bảng.
Đương kim vô địch Pháp đã thua trước Argentina với tỉ số 2–4 ở loạt sút luân lưu trong trận chung kết, sau khi hai đội hòa nhau 3–3 sau hiệp phụ. Argentina có lần thứ ba trong lịch sử giành chức vô địch thế giới và là lần đầu tiên kể từ kỳ World Cup 1986, đồng thời là quốc gia đầu tiên ngoài châu Âu vô địch giải đấu kể từ World Cup 2002. Với 172 bàn thắng, giải đấu đã xác lập kỷ lục mới về số bàn thắng được ghi nhiều nhất với thể thức 32 đội, trong đó mỗi đội tham dự đều ghi được ít nhất một bàn thắng.
Việc lựa chọn tổ chức World Cup tại Qatar đã gây ra nhiều tranh cãi. Những lời chỉ trích tập trung vào hồ sơ nhân quyền và khí hậu của Qatar, cũng như các cáo buộc hối lộ và tham nhũng của FIFA.

## Tổng quan
Giải vô địch bóng đá thế giới là một cuộc thi bóng đá quốc tế hàng đầu do FIFA tổ chức. Trong giải đấu này, các đội tuyển bóng đá quốc gia tham gia tranh tài. Lần đầu tiên giải đấu được tổ chức là vào năm 1930 tại Uruguay, và từ năm 1998 trở đi, có 32 đội tham gia. Cuộc thi diễn ra theo cơ chế 8 bảng đấu vòng tròn, sau đó là vòng loại trực tiếp cho 16 đội tiếp theo. Đội vô địch hiện tại là Pháp, đã đánh bại Croatia 4-2 trong trận chung kết của World Cup 2018. World Cup 2022 được dự kiến tổ chức tại Qatar từ ngày 20 tháng 11 đến ngày 18 tháng 12. Đây sẽ là lần đầu tiên giải đấu World Cup diễn ra tại vùng Trung Đông. Trong sự kiện này, yêu cầu về phòng dịch COVID-19 sẽ không áp dụng mạnh mẽ như việc giữ khoảng cách xã hội, đeo khẩu trang và làm xét nghiệm âm tính.

### Lịch trình
So với các kỳ World Cup trước đây diễn ra vào mùa hè nóng bức với độ ẩm cao ở Qatar, World Cup 2022 được tổ chức vào tháng 11 và tháng 12. Điều này đã gây ra sự bất thường trong lịch thi đấu của các giải bóng đá quốc gia, bao gồm cả các giải đấu lớn ở châu Âu. Để phù hợp với World Cup, các giải đấu này đã phải điều chỉnh lịch trình bằng cách chèn thêm thời gian nghỉ kéo dài vào lịch trình trong nước của họ. Đồng thời, các trận vòng bảng của các giải đấu lớn ở châu Âu đã được lên lịch trước World Cup để tránh thi đấu vào năm sau.
FIFA đã xác nhận lịch thi đấu World Cup 2022 vào tháng 7 năm 2020. Vòng bảng sẽ bắt đầu vào ngày 21 tháng 11 với bốn trận đấu mỗi ngày. Sau đó, lịch thi đấu đã được điều chỉnh để dời trận Qatar vs Ecuador sang ngày 20 tháng 11, sau khi FIFA cho phép Qatar khai mạc giải đấu. Trận chung kết sẽ diễn ra vào ngày 18 tháng 12 năm 2022, cũng là Ngày Quốc khánh, tại Sân vận động Lusail.
Các trận đấu cho từng bảng được phân bố vào các sân vận động sau đây:
- Bảng A, B, E, F: Sân vận động Al Bayt, Sân vận động Khalifa International, Sân vận động Al Thumama, Sân vận động Ahmad bin Ali.
- Bảng C, D, G, H: Sân vận động Lusail, Sân vận động Stadium 974, Sân vận động Education City, Sân vận động Al Janoub.

FIFA đã xác nhận rằng vòng bảng của World Cup 2022 sẽ diễn ra từ ngày 1 tháng 4 năm 2022, sau lễ bốc thăm. Ngày 11 tháng 8, thông báo rằng trận đấu giữa Qatar và Ecuador đã được dời lại một ngày và trở thành trận khai mạc của giải đấu, trong khi trận đấu giữa Senegal và Hà Lan, trận khai mạc ban đầu, đã được di chuyển đến thời gian khác.

### Tiền thưởng
Vào tháng 4 năm 2022, FIFA công bố các giải thưởng cho tất cả các đội tham dự. Mỗi đội được lựa chọn nhận 1,5 triệu đô la trước giải đấu để đảm bảo các chi phí chuẩn bị. Ngoài ra, mỗi đội ít nhất sẽ nhận được 9 triệu đô la tiền thưởng. Tổng số tiền thưởng trong giải đấu này là 440 triệu đô la, tăng thêm 40 triệu đô la so với giải đấu trước đó.
| Vị trí                  | Đội tuyển | Số tiền (tính bằng triệu đô la) | Số tiền (tính bằng triệu đô la) |
| Vị trí                  | Đội tuyển | Cho mỗi đội                     | Tổng cộng                       |
| ----------------------- | --------- | ------------------------------- | ------------------------------- |
| Nhà vô địch             | 1         | $42                             | $42                             |
| Á quân                  | 1         | $30                             | $30                             |
| Hạng ba                 | 1         | $27                             | $27                             |
| Hạng tư                 | 1         | $25                             | $25                             |
| Hạng 5-8 (tứ kết)       | 4         | $17                             | $68                             |
| Hạng 9-16 (vòng 16 đội) | 8         | $13                             | $104                            |
| Hạng 17-32 (vòng bảng)  | 16        | $9                              | $144                            |
| Tổng cộng               | 32        | $440                            | $440                            |

### Thay đổi quy tắc
Giải đấu lần này áp dụng một quy tắc thay người mới. Trong thời gian chính thức, mỗi đội được thay tối đa năm cầu thủ, và thêm một lần thay thế cầu thủ nữa trong hiệp phụ. Điều đáng chú ý là World Cup lần này có thay người do chấn động: mỗi đội được phép thay một cầu thủ bị chấn động trong một trận đấu, không tính vào số lần thay người thông thường. Ở trận đấu gặp Anh, thủ môn Alireza Beiranvand của Iran bị đau và được thay bằng Hossein Hosseini. Đây cũng là lần đầu tiên áp dụng thay người do chấn thương ngoài ý muốn ở World Cup.

## Chọn nước chủ nhà
Các thủ tục đấu thầu để đăng cai World Cup 2018 và 2022 bắt đầu vào tháng 1 năm 2009, và các hiệp hội quốc gia có đến ngày 2 tháng 2 năm 2009 để đăng ký làm chủ nhà. Ban đầu, 11 hồ sơ dự thầu cho FIFA World Cup 2018 đã được đưa ra, nhưng Mexico sau đó đã rút lui, và hồ sơ dự thầu của Indonesia đã bị FIFA từ chối vào tháng 2 năm 2010 sau khi Hiệp hội bóng đá Indonesia không gửi được thư Chính phủ Indonesia bảo lãnh để hỗ trợ đấu thầu. Các quan chức Indonesia đã không loại trừ một cuộc đấu thầu cho FIFA World Cup 2026, cho đến khi Qatar làm chủ nhà năm 2022. Trong quá trình đấu thầu, tất cả các quốc gia không thuộc UEFA dần dần rút lại hồ sơ dự thầu năm 2018, do đó đảm bảo rằng một quốc gia UEFA sẽ đăng cai World Cup 2018 và do đó khiến các quốc gia UEFA không đủ điều kiện tham gia đấu thầu năm 2022.
Cuối cùng, có 5 suất làm chủ nhà FIFA World Cup 2022: Úc, Nhật Bản, Qatar, Hàn Quốc và Mỹ. Ủy ban điều hành FIFA gồm 22 thành viên đã họp tại Zürich vào ngày 2 tháng 12 năm 2010 để bầu chọn đội chủ nhà của cả hai giải đấu. Hai thành viên ủy ban điều hành FIFA đã bị đình chỉ trước cuộc bỏ phiếu liên quan đến cáo buộc tham nhũng về phiếu bầu của họ. Quyết định tổ chức World Cup 2022 tại Qatar, vốn được đánh giá là có "rủi ro hoạt động cao", đã gây ra chỉ trích từ các nhà bình luận truyền thông. Quyết định này đã bị nhiều người chỉ trích là một phần của vụ bê bối tham nhũng của FIFA.
| Quốc gia         | Bỏ phiếu | Bỏ phiếu | Bỏ phiếu | Bỏ phiếu |
| Quốc gia         | Vòng 1   | Vòng 2   | Vòng 3   | Vòng 4   |
| ---------------- | -------- | -------- | -------- | -------- |
| Qatar            | 11       | 10       | 11       | 14       |
| Hoa Kỳ           | 3        | 5        | 6        | 8        |
| Hàn Quốc         | 4        | 5        | 5        | Bị loại  |
| Nhật Bản         | 3        | 2        | Bị loại  | Bị loại  |
| Úc               | 1        | Bị loại  | Bị loại  | Bị loại  |
| Tổng số bỏ phiếu | 22       | 22       | 22       | 22       |

Qatar là quốc gia nhỏ nhất theo diện tích được trao đăng cai FIFA World Cup. Quốc gia nhỏ nhất theo diện tích tiếp theo là Thụy Sĩ, chủ nhà của FIFA World Cup 1954, lớn hơn Qatar gấp ba lần và chỉ cần 16 đội đăng cai thay vì 32 đội như hiện tại.
Qatar cũng trở thành quốc gia thứ hai (không bao gồm Uruguay và Ý, chủ nhà của hai kỳ World Cup đầu tiên) được tham dự FIFA World Cup mặc dù chưa bao giờ đủ điều kiện tham dự các giải đấu World Cup trước đó, bằng chứng là Nhật Bản đã được trao quyền đồng đăng cai World Cup 2002 vào năm 1996 mà chưa bao giờ vượt qua vòng chung kết, dù sau đó họ đã vượt qua vòng loại World Cup 1998.

## Chỉ trích

### Cáo buộc tham nhũng trong việc Qatar giành được quyền đăng cai
Vào tháng 5 năm 2011, các cáo buộc tham nhũng trong nội bộ các quan chức cấp cao của FIFA đã đặt ra câu hỏi về tính hợp pháp của World Cup 2022 được tổ chức tại Qatar. Các cáo buộc tham nhũng đã được đưa ra liên quan đến việc Qatar giành được quyền đăng cai sự kiện này. Một cuộc điều tra nội bộ và báo cáo của FIFA đã cho thấy Qatar về bất kỳ hành vi vi phạm nào, nhưng trưởng điều tra viên Michael J. Garcia kể từ đó đã mô tả báo cáo của FIFA về cuộc điều tra của ông là chứa "nhiều nội dung đại diện không đầy đủ và sai lầm." Vào ngày 27 tháng 5 năm 2015, các công tố viên liên bang Thụy Sĩ đã mở một cuộc điều tra về tham nhũng và rửa tiền liên quan đến việc đăng ký World Cup 2018 và 2022. Ngày 6 tháng 8 năm 2018, cựu chủ tịch FIFA Sepp Blatter cho rằng Qatar đã sử dụng "các hoạt động đen", cho rằng ban đấu thầu đã gian lận để giành được quyền đăng cai.

### Đối xử tồi tệ với lao động nước ngoài
Ngoài ra, Qatar đã phải đối mặt với chỉ trích mạnh mẽ do đối xử với lao động nước ngoài tham gia chuẩn bị cho World Cup, với việc Tổ chức Ân xá Quốc tế đề cập đến "lao động cưỡng bức" và điều kiện làm việc tồi tệ, trong khi nhiều người lao động nhập cư cho biết phải trả "phí tuyển dụng" quá lớn để có được việc làm. Một cuộc điều tra của tờ The Guardian cho rằng nhiều công nhân bị từ chối cung cấp thức ăn và nước uống, bị tước giấy tờ tùy thân và không được trả lương đúng hạn, khiến một số người trong số họ trở thành nô lệ. The Guardian đã ước tính rằng có tới 4.000 công nhân có thể thiệt mạng do thiếu an toàn và các nguyên nhân khác vào thời điểm cuộc thi được tổ chức. Từ năm 2015 đến năm 2021, chính phủ Qatar đã thông qua các cải cách lao động mới để cải thiện điều kiện làm việc, bao gồm mức lương tối thiểu cho tất cả người lao động và loại bỏ hệ thống kafala. Tuy nhiên, theo Tổ chức Ân xá Quốc tế, điều kiện sống và làm việc của người lao động nước ngoài không được cải thiện trong những năm trở lại đây.

## Khả năng mở rộng
Vào ngày 12 tháng 4 năm 2018, CONMEBOL đã yêu cầu FIFA mở rộng Giải vô địch bóng đá thế giới 2022 từ 32 lên 48 đội, bốn năm trước Giải vô địch bóng đá thế giới 2026 như kế hoạch ban đầu. Chủ tịch FIFA Gianni Infantino bày tỏ sẵn sàng xem xét yêu cầu. Tuy nhiên, đại hội FIFA đã từ chối yêu cầu này ngay trước khi Giải vô địch bóng đá thế giới 2018 bắt đầu. Ông Infantino cho biết cơ quan quản lý bóng đá toàn cầu sẽ không thảo luận về khả năng có 48 đội tham dự World Cup, và trước tiên họ sẽ thảo luận vấn đề này với nước chủ nhà.
Vào tháng 3 năm 2019, một "nghiên cứu khả thi của FIFA" kết luận rằng có thể mở rộng giải đấu lên 48 đội, mặc dù với sự hỗ trợ của "một hoặc nhiều" quốc gia láng giềng và "hai đến bốn địa điểm bổ sung." FIFA cũng nói rằng "mặc dù không thể loại trừ hành động pháp lý đối với việc mất nhà thầu bằng cách thay đổi thể thức [của giải đấu], nhưng nghiên cứu cho biết họ 'kết luận rằng rủi ro là thấp'." FIFA và Qatar sẽ tìm hiểu các đề xuất chung có thể có để đệ trình lên Hội đồng FIFA và Đại hội FIFA vào cuối tháng 6. Nếu một đề xuất chung được đệ trình, các hiệp hội thành viên của FIFA sẽ bỏ phiếu về quyết định cuối cùng tại Đại hội FIFA lần thứ 69 ở Paris, Pháp, vào ngày 5 tháng 6. Tuy nhiên, ngày 22 tháng 5, FIFA thông báo sẽ không mở rộng giải đấu.

## Các đội tham dự

### Vòng loại
Sáu liên đoàn các châu lục của FIFA tổ chức các trận đấu vòng loại của riêng họ. Tất cả 211 đội tuyển bóng đá quốc gia thuộc các liên đoàn bóng đá thành viên của FIFA đều đủ tư cách tham gia vòng loại do sáu liên đoàn bóng đá các châu lục tổ chức. Qatar, với tư cách là chủ nhà, được đặc cách vượt qua vòng loại. Tuy nhiên, Qatar vẫn sẽ tham gia vòng loại thứ 2 khu vực châu Á để giành suất thi đấu cho Cúp bóng đá châu Á 2023. Do Qatar đã vượt qua vòng loại thứ hai với tư cách là đội nhất bảng, đội nhì bảng có thành tích tốt thứ 5 là Liban sẽ tham dự vòng loại thứ ba. Lần đầu tiên kể từ sau 2 lần tổ chức giải đầu tiên vào các năm 1930 và 1934, World Cup sẽ được đăng cai tại một quốc gia mà đội tuyển bóng đá của quốc gia đó chưa bao giờ tham dự vòng chung kết trước đây. Nhà đương kim vô địch, Pháp, cũng phải tham dự vòng loại như tất cả các đội tuyển khác. Saint Lucia ban đầu tham dự vòng loại nhưng đã rút lui trước trận đấu đầu tiên. Triều Tiên rút khỏi vòng loại do lo ngại về an toàn liên quan đến đại dịch COVID-19. Samoa và Samoa thuộc Mỹ đều rút lui khỏi giải trước lễ bốc thăm vòng loại châu Đại Dương. Tonga rút lui sau vụ phun trào núi lửa Hunga Tonga 2022. Do sự bùng phát của COVID-19 trong các đội hình của họ, Vanuatu và Quần đảo Cook cũng đã rút lui vì các hạn chế đi lại.
Việc phân bổ số đội tham dự vòng chung kết cho mỗi liên đoàn châu lục đã được Ủy ban Điều hành FIFA xem xét vào ngày 30 tháng 5 năm 2015 tại Zürich sau Đại hội FIFA. Ủy ban đã quyết định rằng cách phân bổ tại giải đấu năm 2006, cũng như ba giải đấu tiếp theo vào các năm 2010, 2014 và 2018, sẽ được giữ nguyên ở giải đấu năm 2022:
- CAF (Châu Phi): 5
- AFC (Châu Á): 4,5 (không kể đội chủ nhà)
- UEFA (Châu Âu): 13
- CONCACAF (Bắc, Trung Mỹ và vùng Caribe): 3,5
- OFC (Châu Đại Dương): 0,5
- CONMEBOL (Nam Mỹ): 4,5

Lễ bốc thăm chung cho vòng loại trước đó được dự kiến sẽ diễn ra vào tháng 7 năm 2019, nhưng sau đó đã bị hủy để tạo điều kiện cho các liên đoàn châu lục tổ chức các lễ bốc thăm riêng cho vòng loại ở từng châu lục. Trận đấu loại đầu tiên diễn ra tại vòng loại đầu tiên khu vực châu Á vào ngày 6 tháng 6 năm 2019; tại trận đấu này Mông Cổ đã giành chiến thắng 2-0 trước Brunei, với Norjmoogiin Tsedenbal (Mông Cổ) là cầu thủ đầu tiên ghi bàn tại vòng loại.
Vào ngày 9 tháng 12 năm 2019, Cơ quan Phòng chống Doping Thế giới (WADA) đã ra lệnh cấm Nga tham dự tất cả các sự kiện thể thao lớn trong vòng 4 năm, sau khi Cơ quan Phòng chống Doping Nga (RUSADA) bị phát hiện đã chuyển dữ liệu xét nghiệm giả cho các nhà điều tra. Tuy nhiên, đội tuyển bóng đá quốc gia Nga vẫn có thể tham dự vòng loại, vì lệnh cấm này chỉ áp dụng cho vòng chung kết của các giải vô địch thế giới (của các môn thể thao). Nếu Nga vượt qua vòng loại, các cầu thủ Nga vẫn có khả năng được phép thi đấu tại giải với cờ và phù hiệu trung lập, trong khi chờ quyết định từ FIFA. Tuy nhiên, bất cứ đội tuyển nào đại diện cho Nga, đồng thời sử dụng quốc kỳ và quốc ca của Nga, vẫn sẽ không được tham dự giải theo quyết định của WADA. Quyết định này đã được kháng cáo lên Tòa án Trọng tài Thể thao (CAS), tuy nhiên kể từ ngày 17 tháng 12 năm 2020, các đội tuyển đại diện cho Nga vẫn bị cấm thi đấu tại các giải vô địch thế giới được tổ chức hay cấp phép bới một cơ quan có thỏa thuận công tác với WADA cho đến ngày 16 tháng 12 năm 2022.
Do lo ngại về nắng nóng tại Qatar, các câu lạc bộ bóng đá hàng đầu ở châu Âu đã đề xuất tổ chức World Cup từ 28 tháng 4 đến 29 tháng 5, thay vì vào tháng 6 và tháng 7 như thường lệ.
Có 32 đội tuyển quốc gia đủ điều kiện tham dự vòng chung kết, trong đó có 24 đội đã từng thi đấu tại giải đấu trước đó vào năm 2018. Qatar sẽ là đội đầu tiên trong lịch sử tham dự vòng chung kết với tư cách đội chủ nhà ngay ở lần đầu góp mặt tại một kỳ World Cup kể từ Ý năm 1934. Do đó, giải đấu năm 2022 là kỳ World Cup đầu tiên mà không đội nào giành được suất tham dự vòng loại được ra mắt. Hà Lan, Ecuador, Ghana, Cameroon và Hoa Kỳ trở lại giải đấu sau 8 năm vắng mặt kể tử World Cup 2014. Canada trở lại giải đấu sau 36 năm kể từ khi họ góp mặt lần cuối vào năm 1986. Wales trở lại giải đấu sau 64 năm, một khoảng cách kỷ lục đối với một đội châu Âu, lần tham dự duy nhất trước đó của họ là vào năm 1958.
Đội tuyển từng 4 lần vô địch và là nhà vô địch Euro 2020, Ý không thể vượt qua vòng loại World Cup lần thứ hai liên tiếp lần đầu tiên trong lịch sử của họ, khi để thua trong trận bán kết vòng play-off khu vực châu Âu trước Bắc Macedonia. Ý là nhà cựu vô địch duy nhất không vượt qua được vòng loại. Ý cũng là đội bóng thứ tư không thể vượt qua vòng loại World Cup sắp tới khi đã giành chức vô địch Euro trước đó, sau Tiệp Khắc năm 1978, Đan Mạch năm 1994 và Hy Lạp năm 2006. Nước chủ nhà World Cup trước đó, Nga, bị cấm tham dự giải do chiến dịch quân sự của Nga nhắm vào Ukraina. Chile, nhà vô địch 2 lần liên tiếp Copa América 2015 và 2016 cũng không thể vượt qua vòng loại lần thứ hai liên tiếp. Nigeria bị loại bởi Ghana bằng luật bàn thắng trên sân khách ở vòng 3 khu vực châu Phi, khi đã vượt qua vòng loại ở 3 kỳ World Cup liên tiếp trước đó và 6 trong số 7 kỳ gần nhất. Các đội vượt qua vòng loại World Cup 2018 như Ai Cập, Panama, Colombia, Peru, Iceland và Thụy Điển cũng không vượt qua vòng loại 2022.
| AFC (6) - Úc - Iran - Nhật Bản - Qatar (chủ nhà) - Ả Rập Xê Út - Hàn Quốc CAF (5) - Cameroon - Ghana - Maroc - Sénégal - Tunisia | CONCACAF (4) - Canada - Costa Rica - México - Hoa Kỳ CONMEBOL (4) - Argentina - Brasil - Ecuador - Uruguay OFC (0) - Không có đại diện · ( New Zealand thất bại trong trận playoff liên lục địa trước Costa Rica với tỷ số 1–0) | UEFA (13) - Bỉ - Croatia - Đan Mạch - Anh - Pháp - Đức - Hà Lan - Ba Lan - Bồ Đào Nha - Serbia - Tây Ban Nha - Thụy Sĩ - Wales |  |

Đội tuyển vượt qua vòng loại
Đội tuyển không vượt qua vòng loại
Đội tuyển bỏ cuộc hoặc bị cấm thi đấu
Không phải là thành viên FIFA

### Bốc thăm
Lễ bốc thăm vòng chung kết được diễn ra tại Trung tâm Hội nghị và Triển lãm ở Doha, Qatar lúc 19:00 (giờ chuẩn Ả Rập) vào ngày 1 tháng 4 năm 2022, trước khi vòng loại hoàn tất. Hai đội thắng vòng play-off liên lục địa và đội thắng nhánh A của vòng play-off khu vực châu Âu vẫn chưa được xác định tại thời điểm bốc thăm. Dưới đây là danh sách bốc thăm của các đội:
| Nhóm 1 | Nhóm 2 | Nhóm 3 | Nhóm 4 |
| --- | --- | --- | --- |
| Qatar (61) (chủ nhà) · Brasil (1) · Bỉ (2) · Pháp (3) · Argentina (4) · Anh (5) · Tây Ban Nha (7) · Bồ Đào Nha (8) | México (9) · Hà Lan (10) · Đan Mạch (11) · Đức (12) · Uruguay (13) · Thụy Sĩ (14) · Hoa Kỳ (15) · Croatia (16) | Sénégal (20) · Iran (21) · Nhật Bản (23) · Maroc (24) · Serbia (25) · Ba Lan (26) · Hàn Quốc (29) · Tunisia (35) | Cameroon (37) · Canada (38) · Ecuador (46) · Ả Rập Xê Út (49) · Ghana (60) · Wales (18) · Costa Rica (31) · Úc (42) |

## Trọng tài
Vào tháng 5 năm 2022, FIFA công bố danh sách 36 trọng tài, 69 trợ lý trọng tài và 24 trọng tài phụ trợ bằng video cho giải đấu. Trong số 36 trọng tài, FIFA đã chọn hai trọng tài từ Argentina, Brazil, Anh và Pháp.
Lần đầu tiên trong lịch sử, các trận đấu của một giải đấu chính thức dành cho nam đã có sự tham gia của các trọng tài nữ. Ba trọng tài nữ Stéphanie Frappart từ Pháp, Salima Mukansanga từ Rwanda và Yoshimi Yamashita từ Nhật Bản đã trở thành những trọng tài nữ đầu tiên được bổ nhiệm cho một World Cup dành cho nam. Trước đó, Frappart đã từng là trọng tài chính trong trận chung kết Giải vô địch bóng đá nữ thế giới FIFA 2019. Họ đã được kết hợp với ba trợ lý trọng tài nữ, bao gồm Neuza Back, Kathryn Nesbitt và Karen Díaz Medina. Frappart chính thức trở thành trọng tài nữ đầu tiên trong lịch sử điều khiển một trận đấu World Cup khi cô trọng tài trận đấu giữa Costa Rica và Đức ở bảng E vào ngày 1 tháng 12.
Trọng tài người Gambia Bakary Gassama và trợ lý trọng tài người Argentina Juan Pablo Belatti là hai trong số các trọng tài đã tham gia ba kỳ World Cup. Belatti từng là trợ lý trọng tài trong trận chung kết World Cup 2018. Các trọng tài khác trở lại bao gồm César Arturo Ramos của Mexico, Janny Sikazwe của Zambia và trợ lý trọng tài người Iran Mohammadreza Mansouri.
Vào ngày 15 tháng 12 năm 2022, FIFA thông báo rằng trọng tài người Ba Lan Szymon Marciniak sẽ là trọng tài chính trong trận chung kết.
| Danh sách trọng tài | Danh sách trọng tài                   | Danh sách trọng tài | Danh sách trọng tài |
| Liên đoàn           | Trọng tài                             | Trợ lý trọng tài | Trợ lý trọng tài video |
| ------------------- | ------------------------------------- | --- | --- |
| AFC                 | Abdulrahman Al-Jassim (Qatar)         | Mohammadreza Abolfazli (Iran) Taleb Al-Marri (Qatar) Mohamed Al-Hammadi (UAE) Hasan Al-Mahri (UAE) Saud Al-Maqaleh (Qatar) Ashley Beecham (Úc) Tào Ý (Trung Quốc) Mohammadreza Mansouri (Iran) Anton Shchetinin (Úc) Thạch Tường (Trung Quốc) | Abdulla Al Marri (Qatar) Muhammad Taqi (Singapore) Shaun Evans (Úc) |
| AFC                 | Chris Beath (Úc)                      | Mohammadreza Abolfazli (Iran) Taleb Al-Marri (Qatar) Mohamed Al-Hammadi (UAE) Hasan Al-Mahri (UAE) Saud Al-Maqaleh (Qatar) Ashley Beecham (Úc) Tào Ý (Trung Quốc) Mohammadreza Mansouri (Iran) Anton Shchetinin (Úc) Thạch Tường (Trung Quốc) | Abdulla Al Marri (Qatar) Muhammad Taqi (Singapore) Shaun Evans (Úc) |
| AFC                 | Alireza Faghani (Iran)                | Mohammadreza Abolfazli (Iran) Taleb Al-Marri (Qatar) Mohamed Al-Hammadi (UAE) Hasan Al-Mahri (UAE) Saud Al-Maqaleh (Qatar) Ashley Beecham (Úc) Tào Ý (Trung Quốc) Mohammadreza Mansouri (Iran) Anton Shchetinin (Úc) Thạch Tường (Trung Quốc) | Abdulla Al Marri (Qatar) Muhammad Taqi (Singapore) Shaun Evans (Úc) |
| AFC                 | Mã Ninh (Trung Quốc)                  | Mohammadreza Abolfazli (Iran) Taleb Al-Marri (Qatar) Mohamed Al-Hammadi (UAE) Hasan Al-Mahri (UAE) Saud Al-Maqaleh (Qatar) Ashley Beecham (Úc) Tào Ý (Trung Quốc) Mohammadreza Mansouri (Iran) Anton Shchetinin (Úc) Thạch Tường (Trung Quốc) | Abdulla Al Marri (Qatar) Muhammad Taqi (Singapore) Shaun Evans (Úc) |
| AFC                 | Mohammed Abdulla Hassan Mohamed (UAE) | Mohammadreza Abolfazli (Iran) Taleb Al-Marri (Qatar) Mohamed Al-Hammadi (UAE) Hasan Al-Mahri (UAE) Saud Al-Maqaleh (Qatar) Ashley Beecham (Úc) Tào Ý (Trung Quốc) Mohammadreza Mansouri (Iran) Anton Shchetinin (Úc) Thạch Tường (Trung Quốc) | Abdulla Al Marri (Qatar) Muhammad Taqi (Singapore) Shaun Evans (Úc) |
| AFC                 | Yoshimi Yamashita (Nhật Bản)          | Mohammadreza Abolfazli (Iran) Taleb Al-Marri (Qatar) Mohamed Al-Hammadi (UAE) Hasan Al-Mahri (UAE) Saud Al-Maqaleh (Qatar) Ashley Beecham (Úc) Tào Ý (Trung Quốc) Mohammadreza Mansouri (Iran) Anton Shchetinin (Úc) Thạch Tường (Trung Quốc) | Abdulla Al Marri (Qatar) Muhammad Taqi (Singapore) Shaun Evans (Úc) |
| CAF                 | Bakary Gassama (Gambia)               | Mahmoud Abouelregal (Ai Cập) Djibril Camara (Senegal) Jerson dos Santos (Angola) Abdelhak Etchiali (Algeria) Mokrane Gourari (Algeria) Arsénio Marrengula (Mozambique) Elvis Noupue (Cameroon) Souru Phatsoane (Lesotho) El Hadj Malick Samba (Senegal) Zakhele Siwela (Nam Phi) | Rédouane Jiyed (Maroc) Adil Zourak (Maroc) |
| CAF                 | Mustapha Ghorbal (Algeria)            | Mahmoud Abouelregal (Ai Cập) Djibril Camara (Senegal) Jerson dos Santos (Angola) Abdelhak Etchiali (Algeria) Mokrane Gourari (Algeria) Arsénio Marrengula (Mozambique) Elvis Noupue (Cameroon) Souru Phatsoane (Lesotho) El Hadj Malick Samba (Senegal) Zakhele Siwela (Nam Phi) | Rédouane Jiyed (Maroc) Adil Zourak (Maroc) |
| CAF                 | Victor Gomes (Nam Phi)                | Mahmoud Abouelregal (Ai Cập) Djibril Camara (Senegal) Jerson dos Santos (Angola) Abdelhak Etchiali (Algeria) Mokrane Gourari (Algeria) Arsénio Marrengula (Mozambique) Elvis Noupue (Cameroon) Souru Phatsoane (Lesotho) El Hadj Malick Samba (Senegal) Zakhele Siwela (Nam Phi) | Rédouane Jiyed (Maroc) Adil Zourak (Maroc) |
| CAF                 | Salima Mukansanga (Rwanda)            | Mahmoud Abouelregal (Ai Cập) Djibril Camara (Senegal) Jerson dos Santos (Angola) Abdelhak Etchiali (Algeria) Mokrane Gourari (Algeria) Arsénio Marrengula (Mozambique) Elvis Noupue (Cameroon) Souru Phatsoane (Lesotho) El Hadj Malick Samba (Senegal) Zakhele Siwela (Nam Phi) | Rédouane Jiyed (Maroc) Adil Zourak (Maroc) |
| CAF                 | Maguette Ndiaye (Senegal)             | Mahmoud Abouelregal (Ai Cập) Djibril Camara (Senegal) Jerson dos Santos (Angola) Abdelhak Etchiali (Algeria) Mokrane Gourari (Algeria) Arsénio Marrengula (Mozambique) Elvis Noupue (Cameroon) Souru Phatsoane (Lesotho) El Hadj Malick Samba (Senegal) Zakhele Siwela (Nam Phi) | Rédouane Jiyed (Maroc) Adil Zourak (Maroc) |
| CAF                 | Janny Sikazwe (Zambia)                | Mahmoud Abouelregal (Ai Cập) Djibril Camara (Senegal) Jerson dos Santos (Angola) Abdelhak Etchiali (Algeria) Mokrane Gourari (Algeria) Arsénio Marrengula (Mozambique) Elvis Noupue (Cameroon) Souru Phatsoane (Lesotho) El Hadj Malick Samba (Senegal) Zakhele Siwela (Nam Phi) | Rédouane Jiyed (Maroc) Adil Zourak (Maroc) |
| CONCACAF            | Iván Barton (El Salvador)             | Kyle Atkins (Hoa Kỳ) Karen Díaz Medina (Mexico) Helpys Raymundo Feliz (Cộng hoà Dominica) Miguel Hernández (Mexico) Walter López (Honduras) Juan Carlos Mora (Costa Rica) David Morán (El Salvador) Alberto Morín (Mexico) Kathryn Nesbitt (Hoa Kỳ) Corey Parker (Hoa Kỳ) Caleb Wales (Trinidad và Tobago) Zachari Zeegelaar (Suriname) | Drew Fischer (Canada) Fernando Guerrero (Mexico) Armando Villarreal (Hoa Kỳ) |
| CONCACAF            | Ismail Elfath (Hoa Kỳ)                | Kyle Atkins (Hoa Kỳ) Karen Díaz Medina (Mexico) Helpys Raymundo Feliz (Cộng hoà Dominica) Miguel Hernández (Mexico) Walter López (Honduras) Juan Carlos Mora (Costa Rica) David Morán (El Salvador) Alberto Morín (Mexico) Kathryn Nesbitt (Hoa Kỳ) Corey Parker (Hoa Kỳ) Caleb Wales (Trinidad và Tobago) Zachari Zeegelaar (Suriname) | Drew Fischer (Canada) Fernando Guerrero (Mexico) Armando Villarreal (Hoa Kỳ) |
| CONCACAF            | Mario Escobar (Guatemala)             | Kyle Atkins (Hoa Kỳ) Karen Díaz Medina (Mexico) Helpys Raymundo Feliz (Cộng hoà Dominica) Miguel Hernández (Mexico) Walter López (Honduras) Juan Carlos Mora (Costa Rica) David Morán (El Salvador) Alberto Morín (Mexico) Kathryn Nesbitt (Hoa Kỳ) Corey Parker (Hoa Kỳ) Caleb Wales (Trinidad và Tobago) Zachari Zeegelaar (Suriname) | Drew Fischer (Canada) Fernando Guerrero (Mexico) Armando Villarreal (Hoa Kỳ) |
| CONCACAF            | Said Martínez (Honduras)              | Kyle Atkins (Hoa Kỳ) Karen Díaz Medina (Mexico) Helpys Raymundo Feliz (Cộng hoà Dominica) Miguel Hernández (Mexico) Walter López (Honduras) Juan Carlos Mora (Costa Rica) David Morán (El Salvador) Alberto Morín (Mexico) Kathryn Nesbitt (Hoa Kỳ) Corey Parker (Hoa Kỳ) Caleb Wales (Trinidad và Tobago) Zachari Zeegelaar (Suriname) | Drew Fischer (Canada) Fernando Guerrero (Mexico) Armando Villarreal (Hoa Kỳ) |
| CONCACAF            | César Arturo Ramos (Mexico)           | Kyle Atkins (Hoa Kỳ) Karen Díaz Medina (Mexico) Helpys Raymundo Feliz (Cộng hoà Dominica) Miguel Hernández (Mexico) Walter López (Honduras) Juan Carlos Mora (Costa Rica) David Morán (El Salvador) Alberto Morín (Mexico) Kathryn Nesbitt (Hoa Kỳ) Corey Parker (Hoa Kỳ) Caleb Wales (Trinidad và Tobago) Zachari Zeegelaar (Suriname) | Drew Fischer (Canada) Fernando Guerrero (Mexico) Armando Villarreal (Hoa Kỳ) |
| CONMEBOL            | Raphael Claus (Brasil)                | Neuza Back (Brasil) Juan Pablo Belatti (Argentina) Diego Bonfá (Argentina) Bruno Boschilia (Brasil) Ezequiel Brailovsky (Argentina) Gabriel Chade (Argentina) Rodrigo Figueiredo (Brasil) Tulio Moreno (Venezuela) Michael Orué (Peru) Bruno Pires (Brasil) Jesús Sánchez (Peru) Danilo Manis (Brasil) Martín Soppi (Uruguay) Nicolás Taran (Uruguay) Jorge Urrego (Venezuela) | Julio Bascuñán (Chile) Nicolás Gallo (Colombia) Leodán González (Uruguay) Juan Soto (Venezuela) Mauro Vigliano (Argentina) |
| CONMEBOL            | Andrés Matonte (Uruguay)              | Neuza Back (Brasil) Juan Pablo Belatti (Argentina) Diego Bonfá (Argentina) Bruno Boschilia (Brasil) Ezequiel Brailovsky (Argentina) Gabriel Chade (Argentina) Rodrigo Figueiredo (Brasil) Tulio Moreno (Venezuela) Michael Orué (Peru) Bruno Pires (Brasil) Jesús Sánchez (Peru) Danilo Manis (Brasil) Martín Soppi (Uruguay) Nicolás Taran (Uruguay) Jorge Urrego (Venezuela) | Julio Bascuñán (Chile) Nicolás Gallo (Colombia) Leodán González (Uruguay) Juan Soto (Venezuela) Mauro Vigliano (Argentina) |
| CONMEBOL            | Kevin Ortega (Peru)                   | Neuza Back (Brasil) Juan Pablo Belatti (Argentina) Diego Bonfá (Argentina) Bruno Boschilia (Brasil) Ezequiel Brailovsky (Argentina) Gabriel Chade (Argentina) Rodrigo Figueiredo (Brasil) Tulio Moreno (Venezuela) Michael Orué (Peru) Bruno Pires (Brasil) Jesús Sánchez (Peru) Danilo Manis (Brasil) Martín Soppi (Uruguay) Nicolás Taran (Uruguay) Jorge Urrego (Venezuela) | Julio Bascuñán (Chile) Nicolás Gallo (Colombia) Leodán González (Uruguay) Juan Soto (Venezuela) Mauro Vigliano (Argentina) |
| CONMEBOL            | Fernando Rapallini (Argentina)        | Neuza Back (Brasil) Juan Pablo Belatti (Argentina) Diego Bonfá (Argentina) Bruno Boschilia (Brasil) Ezequiel Brailovsky (Argentina) Gabriel Chade (Argentina) Rodrigo Figueiredo (Brasil) Tulio Moreno (Venezuela) Michael Orué (Peru) Bruno Pires (Brasil) Jesús Sánchez (Peru) Danilo Manis (Brasil) Martín Soppi (Uruguay) Nicolás Taran (Uruguay) Jorge Urrego (Venezuela) | Julio Bascuñán (Chile) Nicolás Gallo (Colombia) Leodán González (Uruguay) Juan Soto (Venezuela) Mauro Vigliano (Argentina) |
| CONMEBOL            | Wilton Sampaio (Brasil)               | Neuza Back (Brasil) Juan Pablo Belatti (Argentina) Diego Bonfá (Argentina) Bruno Boschilia (Brasil) Ezequiel Brailovsky (Argentina) Gabriel Chade (Argentina) Rodrigo Figueiredo (Brasil) Tulio Moreno (Venezuela) Michael Orué (Peru) Bruno Pires (Brasil) Jesús Sánchez (Peru) Danilo Manis (Brasil) Martín Soppi (Uruguay) Nicolás Taran (Uruguay) Jorge Urrego (Venezuela) | Julio Bascuñán (Chile) Nicolás Gallo (Colombia) Leodán González (Uruguay) Juan Soto (Venezuela) Mauro Vigliano (Argentina) |
| CONMEBOL            | Facundo Tello (Argentina)             | Neuza Back (Brasil) Juan Pablo Belatti (Argentina) Diego Bonfá (Argentina) Bruno Boschilia (Brasil) Ezequiel Brailovsky (Argentina) Gabriel Chade (Argentina) Rodrigo Figueiredo (Brasil) Tulio Moreno (Venezuela) Michael Orué (Peru) Bruno Pires (Brasil) Jesús Sánchez (Peru) Danilo Manis (Brasil) Martín Soppi (Uruguay) Nicolás Taran (Uruguay) Jorge Urrego (Venezuela) | Julio Bascuñán (Chile) Nicolás Gallo (Colombia) Leodán González (Uruguay) Juan Soto (Venezuela) Mauro Vigliano (Argentina) |
| CONMEBOL            | Jesús Valenzuela (Venezuela)          | Neuza Back (Brasil) Juan Pablo Belatti (Argentina) Diego Bonfá (Argentina) Bruno Boschilia (Brasil) Ezequiel Brailovsky (Argentina) Gabriel Chade (Argentina) Rodrigo Figueiredo (Brasil) Tulio Moreno (Venezuela) Michael Orué (Peru) Bruno Pires (Brasil) Jesús Sánchez (Peru) Danilo Manis (Brasil) Martín Soppi (Uruguay) Nicolás Taran (Uruguay) Jorge Urrego (Venezuela) | Julio Bascuñán (Chile) Nicolás Gallo (Colombia) Leodán González (Uruguay) Juan Soto (Venezuela) Mauro Vigliano (Argentina) |
| OFC                 | Matthew Conger (New Zealand)          | Tevita Makasini (Tonga) Mark Rule (New Zealand) | |
| UEFA                | Stéphanie Frappart (Pháp)             | Ovidiu Artene (Romania) Simon Bennett (Anh) Gary Beswick (Anh) Stuart Burt (Anh) Ciro Carbone (Ý) Pau Cebrián Devís (Tây Ban Nha) Nicolas Danos (Pháp) Jan de Vries (Hà Lan) Roberto Díaz Pérez del Palomar (Tây Ban Nha) Rafael Foltyn (Đức) Alessandro Giallatini (Ý) Cyril Gringore (Pháp) Tomaž Klančnik (Slovenia) Andraž Kovačič (Slovenia) Tomasz Listkiewicz (Ba Lan) Vasile Marinescu (Romania) Adam Nunn (Anh) Jan Seidel (Đức) Paweł Sokolnicki (Ba Lan) Hessel Steegstra (Hà Lan) | Jérôme Brisard (Pháp) Bastian Dankert (Đức) Ricardo de Burgos Bengoetxea (Tây Ban Nha) Marco Fritz (Đức) Alejandro Hernández Hernández (Tây Ban Nha) Massimiliano Irrati (Ý) Tomasz Kwiatkowski (Ba Lan) Juan Martínez Munuera (Tây Ban Nha) Benoît Millot (Pháp) Paolo Valeri (Ý) Pol van Boekel (Hà Lan) |
| UEFA                | István Kovács (Romania)               | Ovidiu Artene (Romania) Simon Bennett (Anh) Gary Beswick (Anh) Stuart Burt (Anh) Ciro Carbone (Ý) Pau Cebrián Devís (Tây Ban Nha) Nicolas Danos (Pháp) Jan de Vries (Hà Lan) Roberto Díaz Pérez del Palomar (Tây Ban Nha) Rafael Foltyn (Đức) Alessandro Giallatini (Ý) Cyril Gringore (Pháp) Tomaž Klančnik (Slovenia) Andraž Kovačič (Slovenia) Tomasz Listkiewicz (Ba Lan) Vasile Marinescu (Romania) Adam Nunn (Anh) Jan Seidel (Đức) Paweł Sokolnicki (Ba Lan) Hessel Steegstra (Hà Lan) | Jérôme Brisard (Pháp) Bastian Dankert (Đức) Ricardo de Burgos Bengoetxea (Tây Ban Nha) Marco Fritz (Đức) Alejandro Hernández Hernández (Tây Ban Nha) Massimiliano Irrati (Ý) Tomasz Kwiatkowski (Ba Lan) Juan Martínez Munuera (Tây Ban Nha) Benoît Millot (Pháp) Paolo Valeri (Ý) Pol van Boekel (Hà Lan) |
| UEFA                | Danny Makkelie (Hà Lan)               | Ovidiu Artene (Romania) Simon Bennett (Anh) Gary Beswick (Anh) Stuart Burt (Anh) Ciro Carbone (Ý) Pau Cebrián Devís (Tây Ban Nha) Nicolas Danos (Pháp) Jan de Vries (Hà Lan) Roberto Díaz Pérez del Palomar (Tây Ban Nha) Rafael Foltyn (Đức) Alessandro Giallatini (Ý) Cyril Gringore (Pháp) Tomaž Klančnik (Slovenia) Andraž Kovačič (Slovenia) Tomasz Listkiewicz (Ba Lan) Vasile Marinescu (Romania) Adam Nunn (Anh) Jan Seidel (Đức) Paweł Sokolnicki (Ba Lan) Hessel Steegstra (Hà Lan) | Jérôme Brisard (Pháp) Bastian Dankert (Đức) Ricardo de Burgos Bengoetxea (Tây Ban Nha) Marco Fritz (Đức) Alejandro Hernández Hernández (Tây Ban Nha) Massimiliano Irrati (Ý) Tomasz Kwiatkowski (Ba Lan) Juan Martínez Munuera (Tây Ban Nha) Benoît Millot (Pháp) Paolo Valeri (Ý) Pol van Boekel (Hà Lan) |
| UEFA                | Szymon Marciniak (Ba Lan)             | Ovidiu Artene (Romania) Simon Bennett (Anh) Gary Beswick (Anh) Stuart Burt (Anh) Ciro Carbone (Ý) Pau Cebrián Devís (Tây Ban Nha) Nicolas Danos (Pháp) Jan de Vries (Hà Lan) Roberto Díaz Pérez del Palomar (Tây Ban Nha) Rafael Foltyn (Đức) Alessandro Giallatini (Ý) Cyril Gringore (Pháp) Tomaž Klančnik (Slovenia) Andraž Kovačič (Slovenia) Tomasz Listkiewicz (Ba Lan) Vasile Marinescu (Romania) Adam Nunn (Anh) Jan Seidel (Đức) Paweł Sokolnicki (Ba Lan) Hessel Steegstra (Hà Lan) | Jérôme Brisard (Pháp) Bastian Dankert (Đức) Ricardo de Burgos Bengoetxea (Tây Ban Nha) Marco Fritz (Đức) Alejandro Hernández Hernández (Tây Ban Nha) Massimiliano Irrati (Ý) Tomasz Kwiatkowski (Ba Lan) Juan Martínez Munuera (Tây Ban Nha) Benoît Millot (Pháp) Paolo Valeri (Ý) Pol van Boekel (Hà Lan) |
| UEFA                | Antonio Mateu Lahoz (Tây Ban Nha)     | Ovidiu Artene (Romania) Simon Bennett (Anh) Gary Beswick (Anh) Stuart Burt (Anh) Ciro Carbone (Ý) Pau Cebrián Devís (Tây Ban Nha) Nicolas Danos (Pháp) Jan de Vries (Hà Lan) Roberto Díaz Pérez del Palomar (Tây Ban Nha) Rafael Foltyn (Đức) Alessandro Giallatini (Ý) Cyril Gringore (Pháp) Tomaž Klančnik (Slovenia) Andraž Kovačič (Slovenia) Tomasz Listkiewicz (Ba Lan) Vasile Marinescu (Romania) Adam Nunn (Anh) Jan Seidel (Đức) Paweł Sokolnicki (Ba Lan) Hessel Steegstra (Hà Lan) | Jérôme Brisard (Pháp) Bastian Dankert (Đức) Ricardo de Burgos Bengoetxea (Tây Ban Nha) Marco Fritz (Đức) Alejandro Hernández Hernández (Tây Ban Nha) Massimiliano Irrati (Ý) Tomasz Kwiatkowski (Ba Lan) Juan Martínez Munuera (Tây Ban Nha) Benoît Millot (Pháp) Paolo Valeri (Ý) Pol van Boekel (Hà Lan) |
| UEFA                | Michael Oliver (Anh)                  | Ovidiu Artene (Romania) Simon Bennett (Anh) Gary Beswick (Anh) Stuart Burt (Anh) Ciro Carbone (Ý) Pau Cebrián Devís (Tây Ban Nha) Nicolas Danos (Pháp) Jan de Vries (Hà Lan) Roberto Díaz Pérez del Palomar (Tây Ban Nha) Rafael Foltyn (Đức) Alessandro Giallatini (Ý) Cyril Gringore (Pháp) Tomaž Klančnik (Slovenia) Andraž Kovačič (Slovenia) Tomasz Listkiewicz (Ba Lan) Vasile Marinescu (Romania) Adam Nunn (Anh) Jan Seidel (Đức) Paweł Sokolnicki (Ba Lan) Hessel Steegstra (Hà Lan) | Jérôme Brisard (Pháp) Bastian Dankert (Đức) Ricardo de Burgos Bengoetxea (Tây Ban Nha) Marco Fritz (Đức) Alejandro Hernández Hernández (Tây Ban Nha) Massimiliano Irrati (Ý) Tomasz Kwiatkowski (Ba Lan) Juan Martínez Munuera (Tây Ban Nha) Benoît Millot (Pháp) Paolo Valeri (Ý) Pol van Boekel (Hà Lan) |
| UEFA                | Daniele Orsato (Ý)                    | Ovidiu Artene (Romania) Simon Bennett (Anh) Gary Beswick (Anh) Stuart Burt (Anh) Ciro Carbone (Ý) Pau Cebrián Devís (Tây Ban Nha) Nicolas Danos (Pháp) Jan de Vries (Hà Lan) Roberto Díaz Pérez del Palomar (Tây Ban Nha) Rafael Foltyn (Đức) Alessandro Giallatini (Ý) Cyril Gringore (Pháp) Tomaž Klančnik (Slovenia) Andraž Kovačič (Slovenia) Tomasz Listkiewicz (Ba Lan) Vasile Marinescu (Romania) Adam Nunn (Anh) Jan Seidel (Đức) Paweł Sokolnicki (Ba Lan) Hessel Steegstra (Hà Lan) | Jérôme Brisard (Pháp) Bastian Dankert (Đức) Ricardo de Burgos Bengoetxea (Tây Ban Nha) Marco Fritz (Đức) Alejandro Hernández Hernández (Tây Ban Nha) Massimiliano Irrati (Ý) Tomasz Kwiatkowski (Ba Lan) Juan Martínez Munuera (Tây Ban Nha) Benoît Millot (Pháp) Paolo Valeri (Ý) Pol van Boekel (Hà Lan) |
| UEFA                | Daniel Siebert (Đức)                  | Ovidiu Artene (Romania) Simon Bennett (Anh) Gary Beswick (Anh) Stuart Burt (Anh) Ciro Carbone (Ý) Pau Cebrián Devís (Tây Ban Nha) Nicolas Danos (Pháp) Jan de Vries (Hà Lan) Roberto Díaz Pérez del Palomar (Tây Ban Nha) Rafael Foltyn (Đức) Alessandro Giallatini (Ý) Cyril Gringore (Pháp) Tomaž Klančnik (Slovenia) Andraž Kovačič (Slovenia) Tomasz Listkiewicz (Ba Lan) Vasile Marinescu (Romania) Adam Nunn (Anh) Jan Seidel (Đức) Paweł Sokolnicki (Ba Lan) Hessel Steegstra (Hà Lan) | Jérôme Brisard (Pháp) Bastian Dankert (Đức) Ricardo de Burgos Bengoetxea (Tây Ban Nha) Marco Fritz (Đức) Alejandro Hernández Hernández (Tây Ban Nha) Massimiliano Irrati (Ý) Tomasz Kwiatkowski (Ba Lan) Juan Martínez Munuera (Tây Ban Nha) Benoît Millot (Pháp) Paolo Valeri (Ý) Pol van Boekel (Hà Lan) |
| UEFA                | Anthony Taylor (Anh)                  | Ovidiu Artene (Romania) Simon Bennett (Anh) Gary Beswick (Anh) Stuart Burt (Anh) Ciro Carbone (Ý) Pau Cebrián Devís (Tây Ban Nha) Nicolas Danos (Pháp) Jan de Vries (Hà Lan) Roberto Díaz Pérez del Palomar (Tây Ban Nha) Rafael Foltyn (Đức) Alessandro Giallatini (Ý) Cyril Gringore (Pháp) Tomaž Klančnik (Slovenia) Andraž Kovačič (Slovenia) Tomasz Listkiewicz (Ba Lan) Vasile Marinescu (Romania) Adam Nunn (Anh) Jan Seidel (Đức) Paweł Sokolnicki (Ba Lan) Hessel Steegstra (Hà Lan) | Jérôme Brisard (Pháp) Bastian Dankert (Đức) Ricardo de Burgos Bengoetxea (Tây Ban Nha) Marco Fritz (Đức) Alejandro Hernández Hernández (Tây Ban Nha) Massimiliano Irrati (Ý) Tomasz Kwiatkowski (Ba Lan) Juan Martínez Munuera (Tây Ban Nha) Benoît Millot (Pháp) Paolo Valeri (Ý) Pol van Boekel (Hà Lan) |
| UEFA                | Clément Turpin (Pháp)                 | Ovidiu Artene (Romania) Simon Bennett (Anh) Gary Beswick (Anh) Stuart Burt (Anh) Ciro Carbone (Ý) Pau Cebrián Devís (Tây Ban Nha) Nicolas Danos (Pháp) Jan de Vries (Hà Lan) Roberto Díaz Pérez del Palomar (Tây Ban Nha) Rafael Foltyn (Đức) Alessandro Giallatini (Ý) Cyril Gringore (Pháp) Tomaž Klančnik (Slovenia) Andraž Kovačič (Slovenia) Tomasz Listkiewicz (Ba Lan) Vasile Marinescu (Romania) Adam Nunn (Anh) Jan Seidel (Đức) Paweł Sokolnicki (Ba Lan) Hessel Steegstra (Hà Lan) | Jérôme Brisard (Pháp) Bastian Dankert (Đức) Ricardo de Burgos Bengoetxea (Tây Ban Nha) Marco Fritz (Đức) Alejandro Hernández Hernández (Tây Ban Nha) Massimiliano Irrati (Ý) Tomasz Kwiatkowski (Ba Lan) Juan Martínez Munuera (Tây Ban Nha) Benoît Millot (Pháp) Paolo Valeri (Ý) Pol van Boekel (Hà Lan) |
| UEFA                | Slavko Vinčić (Slovenia)              | Ovidiu Artene (Romania) Simon Bennett (Anh) Gary Beswick (Anh) Stuart Burt (Anh) Ciro Carbone (Ý) Pau Cebrián Devís (Tây Ban Nha) Nicolas Danos (Pháp) Jan de Vries (Hà Lan) Roberto Díaz Pérez del Palomar (Tây Ban Nha) Rafael Foltyn (Đức) Alessandro Giallatini (Ý) Cyril Gringore (Pháp) Tomaž Klančnik (Slovenia) Andraž Kovačič (Slovenia) Tomasz Listkiewicz (Ba Lan) Vasile Marinescu (Romania) Adam Nunn (Anh) Jan Seidel (Đức) Paweł Sokolnicki (Ba Lan) Hessel Steegstra (Hà Lan) | Jérôme Brisard (Pháp) Bastian Dankert (Đức) Ricardo de Burgos Bengoetxea (Tây Ban Nha) Marco Fritz (Đức) Alejandro Hernández Hernández (Tây Ban Nha) Massimiliano Irrati (Ý) Tomasz Kwiatkowski (Ba Lan) Juan Martínez Munuera (Tây Ban Nha) Benoît Millot (Pháp) Paolo Valeri (Ý) Pol van Boekel (Hà Lan) |

## Địa điểm
5 sân vận động được đề xuất đầu tiên cho các trận đấu ở World Cup đã được công bố vào đầu tháng 3 năm 2010. Các sân vận động sẽ được trang bị công nghệ làm mát có khả năng giảm nhiệt độ trong sân lên đến 20 °C (36 °F),và các tầng trên của các sân vận động sẽ được tháo dỡ sau khi kết thúc giải để tặng cho các quốc gia có cơ sở hạ tầng thể thao kém phát triển. Qatar dự kiến rằng thiết kế các sân vận động sẽ phản ánh các khía cạnh lịch sử và văn hóa của nước này, đồng thời đáp ứng 4 yếu tố gồm "di sản", sự thoải mái, khả năng tiếp cận và tính bền vững. Qatar đặt mục tiêu xây dựng các sân vận động với tiêu chuẩn bền vững và môi trường cao nhất. Các sân vận động sẽ được trang bị hệ thống làm mát thân thiện với môi trường để đối phó với điều kiện khí hậu khắc nghiệt của nước này. Kế hoạch là xây dựng các sân vận động Zero Waste bằng vật liệu thân thiện với môi trường, thiết bị vô hại và các giải pháp bền vững về mặt sinh thái thông qua việc thực hiện các giải pháp năng lượng thấp và tái tạo. Qatar khao khát được tuân thủ và chứng nhận bởi Hệ thống đánh giá bền vững toàn cầu (GSAS) cho tất cả các sân vận động cúp thế giới. Tất cả năm dự án sân vận động được khởi động đã được thiết kế bởi kiến trúc sư người Đức Albert Speer và các đối tác. Các câu lạc bộ bóng đá hàng đầu ở châu Âu muốn World Cup diễn ra từ ngày 28 tháng 4 đến ngày 29 tháng 5 thay vì tháng 6 và tháng 7 như các vòng chung kết trước đây, do lo ngại về sức nóng.
Một báo cáo được phát hành vào ngày 9 tháng 12 năm 2010 dẫn lời Chủ tịch FIFA Sepp Blatter nói rằng các quốc gia khác có thể tổ chức một số trận đấu trong World Cup. Tuy nhiên, không có quốc gia cụ thể được nêu tên trong báo cáo. Blatter nói thêm rằng bất kỳ quyết định nào như vậy phải được Qatar đưa ra trước và sau đó được Ủy ban điều hành FIFA xác nhận. Hoàng tử Ali bin Al Hussein của Jordan đã nói với Australian Associated Press rằng tổ chức đại hội thể thao ở Bahrain, Các Tiểu vương quốc Ả Rập Thống nhất và có thể Ả Rập Xê Út sẽ giúp kết hợp người dân của khu vực trong giải đấu.
Theo một báo cáo được phát hành vào tháng 4 năm 2013 bởi Merrill Lynch, bộ phận ngân hàng đầu tư của Bank of America, ban tổ chức tại Qatar đã yêu cầu FIFA phê duyệt một số sân vận động nhỏ hơn do chi phí ngày càng tăng. Bloomberg.com nói rằng Qatar muốn cắt giảm số lượng địa điểm xuống còn tám hoặc chín so với mười hai dự kiến ban đầu.
Mặc dù tính đến tháng 4 năm 2017, FIFA vẫn chưa hoàn tất số lượng sân vận động mà Qatar phải sẵn sàng trong thời gian 5 năm, Ủy ban Giao nhận và Di sản tối cao của Qatar cho biết họ dự kiến sẽ có tám sân vận động.
Vào tháng 1 năm 2019, Infantino nói rằng FIFA đang nghiên cứu khả năng có các quốc gia láng giềng tổ chức các trận đấu trong giải đấu, nhằm giảm căng thẳng chính trị.
| Lusail                                                           | Al Khor                                                          | Doha                                                        | Doha                                                        |
| ---------------------------------------------------------------- | ---------------------------------------------------------------- | ----------------------------------------------------------- | ----------------------------------------------------------- |
| Sân vận động Lusail Iconic                                       | Sân vận động Al Bayt                                             | Sân vận động Al Thumama                                     | Sân vận động 974                                            |
| Sức chứa: 88.966                                                 | Sức chứa: 68.895                                                 | Sức chứa: 44.400                                            | Sức chứa: 44.089                                            |
|                                                                  |                                                                  |                                                             | Tập tin:CG rendering of Ras Abu Aboud Stadium.jpg           |
| Các thành phố chủ nhà ở QatarLusailDohaAl KhorAl WakrahAl Rayyan | Các thành phố chủ nhà ở QatarLusailDohaAl KhorAl WakrahAl Rayyan | Các sân vận động ở khu vực DohaGiáo dục974KhalifaAl Thumama | Các sân vận động ở khu vực DohaGiáo dục974KhalifaAl Thumama |
| Al Rayyan                                                        | Al Rayyan                                                        | Al Rayyan                                                   | Al Wakrah                                                   |
| Sân vận động Quốc tế Khalifa                                     | Sân vận động Ahmed bin Ali (Sân vận động Al Rayyan)              | Sân vận động Thành phố Giáo dục                             | Sân vận động Al Janoub                                      |
| Sức chứa: 45.857                                                 | Sức chứa: 45.032                                                 | Sức chứa: 44.667                                            | Sức chứa: 44.325                                            |
|                                                                  |                                                                  |                                                             |                                                             |

## Lễ khai mạc
Lễ khai mạc giải đấu diễn ra vào chủ nhật ngày 20 tháng 11 năm 2022 tại Sân vận động Al Bayt ở Al Khor (trước trận Qatar vs Ecuador), bao gồm sự xuất hiện của Morgan Freeman và cậu bé khuyết tật người Qatar Ghanim Al-Muftah. Bên cạnh đó là màn trình diễn của ca sĩ người Hàn Quốc Jungkook thuộc nhóm nhạc BTS và ca sĩ nước chủ nhà Qatar Fahad Al Kubaisi. Đây là lần đầu tiên Kinh Qur'an được đọc trong lễ khai mạc.

## Đội hình
Mỗi đội tuyển quốc gia cần phải công bố một đội hình chính thức tối đa gồm 26 cầu thủ và đội hình này sẽ được chốt trước ngày 14 tháng 11 năm 2022, ít nhất phải có ba thủ môn. Nếu một cầu thủ hay thủ môn gặp chấn thương hoặc dương tính với COVID-19, cầu thủ hay thủ môn khác sẽ được phép thay thế với điều kiện là phải thay thế 24 tiếng trước trận ra quân của đội.

## Vòng bảng
| Tiêu chí xếp hạng cho các trận đấu bảng |
| --- |
| Xếp hạng của các đội ở vòng bảng được xác định như sau: 1. Điểm thu được trong tất cả các trận đấu vòng bảng; 2. Hiệu số bàn thắng bại trong tất cả các trận đấu vòng bảng; 3. Số bàn thắng ghi được trong tất cả các trận vòng bảng; 4. Điểm thu được trong các trận đấu giữa các đội được đề cập; 5. Hiệu số bàn thắng bại trong các trận đấu giữa các đội được đề cập; 6. Số bàn thắng ghi được trong các trận đấu giữa các đội được đề cập; 7. Điểm kỷ luật trong tất cả các trận đấu vòng bảng (chỉ có thể áp dụng một điểm trừ cho một người chơi trong một trận đấu duy nhất): 1. Thẻ vàng: −1 điểm; 2. Thẻ đỏ gián tiếp (thẻ vàng thứ hai): −3 điểm; 3. Thẻ đỏ trực tiếp: −4 điểm; 4. Thẻ vàng sau đó thẻ đỏ trực tiếp: −5 điểm; 8. Bốc thăm do FIFA tổ chức. |

### Bảng A
| VT | Đội       | ST | T | H | B | BT | BB | HS | Đ | Giành quyền tham dự                 |
| -- | --------- | -- | - | - | - | -- | -- | -- | - | ----------------------------------- |
| 1  | Hà Lan    | 3  | 2 | 1 | 0 | 5  | 1  | +4 | 7 | Đi tiếp vào vòng đấu loại trực tiếp |
| 2  | Sénégal   | 3  | 2 | 0 | 1 | 5  | 4  | +1 | 6 | Đi tiếp vào vòng đấu loại trực tiếp |
| 3  | Ecuador   | 3  | 1 | 1 | 1 | 4  | 3  | +1 | 4 |                                     |
| 4  | Qatar (H) | 3  | 0 | 0 | 3 | 1  | 7  | −6 | 0 |                                     |

| Qatar | 0–2      | Ecuador                   |
| ----- | -------- | ------------------------- |
|       | Chi tiết | Valencia 16' (ph.đ.), 31' |

| Sénégal | 0–2      | Hà Lan                      |
| ------- | -------- | --------------------------- |
|         | Chi tiết | - Gakpo 84' - Klassen 90+3' |

| Qatar         | 1–3      | Sénégal                                 |
| ------------- | -------- | --------------------------------------- |
| - Muntari 78' | Chi tiết | - Dia 41' - Diédhiou 48' - B. Dieng 84' |

| Hà Lan     | 1–1      | Ecuador           |
| ---------- | -------- | ----------------- |
| - Gakpo 6' | Chi tiết | - E. Valencia 49' |

| Ecuador       | 1–2      | Sénégal                               |
| ------------- | -------- | ------------------------------------- |
| - Caicedo 67' | Chi tiết | - I. Sarr 44' (ph.đ.) - Koulibaly 70' |

| Hà Lan                       | 2–0      | Qatar |
| ---------------------------- | -------- | ----- |
| - Gakpo 26' - F. de Jong 49' | Chi tiết |       |

### Bảng B
| VT | Đội    | ST | T | H | B | BT | BB | HS | Đ | Giành quyền tham dự                 |
| -- | ------ | -- | - | - | - | -- | -- | -- | - | ----------------------------------- |
| 1  | Anh    | 3  | 2 | 1 | 0 | 9  | 2  | +7 | 7 | Đi tiếp vào vòng đấu loại trực tiếp |
| 2  | Hoa Kỳ | 3  | 1 | 2 | 0 | 2  | 1  | +1 | 5 | Đi tiếp vào vòng đấu loại trực tiếp |
| 3  | Iran   | 3  | 1 | 0 | 2 | 4  | 7  | −3 | 3 |                                     |
| 4  | Wales  | 3  | 0 | 1 | 2 | 1  | 6  | −5 | 1 |                                     |

| Anh                                                                             | 6–2      | Iran                         |
| ------------------------------------------------------------------------------- | -------- | ---------------------------- |
| - Bellingham 35' - Saka 43', 62' - Sterling 45+1' - Rashford 71' - Grealish 90' | Chi tiết | - Taremi 65', 90+13' (ph.đ.) |

| Hoa Kỳ   | 1–1      | Wales            |
| -------- | -------- | ---------------- |
| Weah 36' | Chi tiết | Bale 81' (ph.đ.) |

| Wales | 0–2      | Iran                              |
| ----- | -------- | --------------------------------- |
|       | Chi tiết | - Cheshmi 90+8' - Rezaeian 90+11' |

| Anh | 0–0      | Hoa Kỳ |
| --- | -------- | ------ |
|     | Chi tiết |        |

| Wales | 0–3      | Anh                             |
| ----- | -------- | ------------------------------- |
|       | Chi tiết | - Rashford 50', 68' - Foden 51' |

| Iran | 0–1      | Hoa Kỳ        |
| ---- | -------- | ------------- |
|      | Chi tiết | - Pulisic 38' |

### Bảng C
| VT | Đội         | ST | T | H | B | BT | BB | HS | Đ | Giành quyền tham dự                 |
| -- | ----------- | -- | - | - | - | -- | -- | -- | - | ----------------------------------- |
| 1  | Argentina   | 3  | 2 | 0 | 1 | 5  | 2  | +3 | 6 | Đi tiếp vào vòng đấu loại trực tiếp |
| 2  | Ba Lan      | 3  | 1 | 1 | 1 | 2  | 2  | 0  | 4 | Đi tiếp vào vòng đấu loại trực tiếp |
| 3  | México      | 3  | 1 | 1 | 1 | 2  | 3  | −1 | 4 |                                     |
| 4  | Ả Rập Xê Út | 3  | 1 | 0 | 2 | 3  | 5  | −2 | 3 |                                     |

| Argentina           | 1–2      | Ả Rập Xê Út                      |
| ------------------- | -------- | -------------------------------- |
| - Messi 10' (ph.đ.) | Chi tiết | - Al-Shehri 48' - Al-Dawsari 53' |

| México | 0–0      | Ba Lan |
| ------ | -------- | ------ |
|        | Chi tiết |        |

| Ba Lan                            | 2–0      | Ả Rập Xê Út |
| --------------------------------- | -------- | ----------- |
| - Zieliński 39' - Lewandowski 82' | Chi tiết |             |

| Argentina                   | 2–0      | México |
| --------------------------- | -------- | ------ |
| - Messi 64' - Fernández 87' | Chi tiết |        |

| Ả Rập Xê Út           | 1–2      | México                    |
| --------------------- | -------- | ------------------------- |
| - S. Al-Dawsari 90+5' | Chi tiết | - Martín 47' - Chávez 52' |

| Ba Lan | 0–2      | Argentina                        |
| ------ | -------- | -------------------------------- |
|        | Chi tiết | - Mac Allister 46' - Álvarez 67' |

### Bảng D
| VT | Đội      | ST | T | H | B | BT | BB | HS | Đ | Giành quyền tham dự                 |
| -- | -------- | -- | - | - | - | -- | -- | -- | - | ----------------------------------- |
| 1  | Pháp     | 3  | 2 | 0 | 1 | 6  | 3  | +3 | 6 | Đi tiếp vào vòng đấu loại trực tiếp |
| 2  | Úc       | 3  | 2 | 0 | 1 | 3  | 4  | −1 | 6 | Đi tiếp vào vòng đấu loại trực tiếp |
| 3  | Tunisia  | 3  | 1 | 1 | 1 | 1  | 1  | 0  | 4 |                                     |
| 4  | Đan Mạch | 3  | 0 | 1 | 2 | 1  | 3  | −2 | 1 |                                     |

| Đan Mạch | 0–0      | Tunisia |
| -------- | -------- | ------- |
|          | Chi tiết |         |

| Pháp                                        | 4–1      | Úc           |
| ------------------------------------------- | -------- | ------------ |
| - Rabiot 27' - Giroud 32', 71' - Mbappé 68' | Chi tiết | - Goodwin 9' |

| Tunisia | 0–1      | Úc         |
| ------- | -------- | ---------- |
|         | Chi tiết | - Duke 23' |

| Pháp              | 2–1      | Đan Mạch             |
| ----------------- | -------- | -------------------- |
| - Mbappé 61', 86' | Chi tiết | - A. Christensen 68' |

| Úc           | 1–0      | Đan Mạch |
| ------------ | -------- | -------- |
| - Leckie 60' | Chi tiết |          |

| Tunisia      | 1–0      | Pháp |
| ------------ | -------- | ---- |
| - Khazri 58' | Chi tiết |      |

### Bảng E
| VT | Đội         | ST | T | H | B | BT | BB | HS | Đ | Giành quyền tham dự                 |
| -- | ----------- | -- | - | - | - | -- | -- | -- | - | ----------------------------------- |
| 1  | Nhật Bản    | 3  | 2 | 0 | 1 | 4  | 3  | +1 | 6 | Đi tiếp vào vòng đấu loại trực tiếp |
| 2  | Tây Ban Nha | 3  | 1 | 1 | 1 | 9  | 3  | +6 | 4 | Đi tiếp vào vòng đấu loại trực tiếp |
| 3  | Đức         | 3  | 1 | 1 | 1 | 6  | 5  | +1 | 4 |                                     |
| 4  | Costa Rica  | 3  | 1 | 0 | 2 | 3  | 11 | −8 | 3 |                                     |

| Đức                    | 1–2      | Nhật Bản               |
| ---------------------- | -------- | ---------------------- |
| - Gündoğan 33' (ph.đ.) | Chi tiết | - Dōan 75' - Asano 83' |

| Tây Ban Nha                                                                                 | 7–0      | Costa Rica |
| ------------------------------------------------------------------------------------------- | -------- | ---------- |
| - Olmo 11' - Asensio 21' - F. Torres 31' (ph.đ.), 54' - Gavi 74' - Soler 90' - Morata 90+2' | Chi tiết |            |

| Nhật Bản | 0–1      | Costa Rica |
| -------- | -------- | ---------- |
|          | Chi tiết | Fuller 81' |

| Tây Ban Nha  | 1–1      | Đức            |
| ------------ | -------- | -------------- |
| - Morata 62' | Chi tiết | - Füllkrug 83' |

| Nhật Bản                | 2–1      | Tây Ban Nha  |
| ----------------------- | -------- | ------------ |
| - Dōan 48' - Tanaka 51' | Chi tiết | - Morata 11' |

| Costa Rica                | 2–4      | Đức                                            |
| ------------------------- | -------- | ---------------------------------------------- |
| - Tejeda 58' - Vargas 70' | Chi tiết | - Gnabry 10' - Havertz 73', 85' - Füllkrug 89' |

### Bảng F
| VT | Đội     | ST | T | H | B | BT | BB | HS | Đ | Giành quyền tham dự                 |
| -- | ------- | -- | - | - | - | -- | -- | -- | - | ----------------------------------- |
| 1  | Maroc   | 3  | 2 | 1 | 0 | 4  | 1  | +3 | 7 | Đi tiếp vào vòng đấu loại trực tiếp |
| 2  | Croatia | 3  | 1 | 2 | 0 | 4  | 1  | +3 | 5 | Đi tiếp vào vòng đấu loại trực tiếp |
| 3  | Bỉ      | 3  | 1 | 1 | 1 | 1  | 2  | −1 | 4 |                                     |
| 4  | Canada  | 3  | 0 | 0 | 3 | 2  | 7  | −5 | 0 |                                     |

| Maroc | 0–0      | Croatia |
| ----- | -------- | ------- |
|       | Chi tiết |         |

| Bỉ              | 1–0      | Canada |
| --------------- | -------- | ------ |
| - Batshuayi 44' | Chi tiết |        |

| Bỉ | 0–2      | Maroc                          |
| -- | -------- | ------------------------------ |
|    | Chi tiết | - Sabiri 73' - Aboukhlal 90+2' |

| Croatia                                        | 4–1      | Canada      |
| ---------------------------------------------- | -------- | ----------- |
| - Kramarić 36', 70' - Livaja 44' - Majer 90+4' | Chi tiết | - Davies 2' |

| Croatia | 0–0      | Bỉ |
| ------- | -------- | -- |
|         | Chi tiết |    |

| Canada              | 1–2      | Maroc                       |
| ------------------- | -------- | --------------------------- |
| - Aguerd 40' (l.n.) | Chi tiết | - Ziyech 4' - En-Nesyri 23' |

### Bảng G
| VT | Đội      | ST | T | H | B | BT | BB | HS | Đ | Giành quyền tham dự                 |
| -- | -------- | -- | - | - | - | -- | -- | -- | - | ----------------------------------- |
| 1  | Brasil   | 3  | 2 | 0 | 1 | 3  | 1  | +2 | 6 | Đi tiếp vào vòng đấu loại trực tiếp |
| 2  | Thụy Sĩ  | 3  | 2 | 0 | 1 | 4  | 3  | +1 | 6 | Đi tiếp vào vòng đấu loại trực tiếp |
| 3  | Cameroon | 3  | 1 | 1 | 1 | 4  | 4  | 0  | 4 |                                     |
| 4  | Serbia   | 3  | 0 | 1 | 2 | 5  | 8  | −3 | 1 |                                     |

| Thụy Sĩ      | 1–0      | Cameroon |
| ------------ | -------- | -------- |
| - Embolo 48' | Chi tiết |          |

| Brasil                | 2–0      | Serbia |
| --------------------- | -------- | ------ |
| - Richarlison 62, 73' | Chi tiết |        |

| Cameroon                                              | 3–3      | Serbia                                                         |
| ----------------------------------------------------- | -------- | -------------------------------------------------------------- |
| - Castelletto 29' - Aboubakar 63' - Choupo-Moting 66' | Chi tiết | - Pavlović 45+1' - S. Milinković-Savić 45+3' - A. Mitrović 53' |

| Brasil         | 1–0      | Thụy Sĩ |
| -------------- | -------- | ------- |
| - Casemiro 83' | Chi tiết |         |

| Serbia                           | 2–3      | Thụy Sĩ                                  |
| -------------------------------- | -------- | ---------------------------------------- |
| - A. Mitrović 26' - Vlahović 35' | Chi tiết | - Shaqiri 20' - Embolo 44' - Freuler 48' |

| Cameroon          | 1–0      | Brasil |
| ----------------- | -------- | ------ |
| - Aboubakar 90+2' | Chi tiết |        |

### Bảng H
| VT | Đội        | ST | T | H | B | BT | BB | HS | Đ | Giành quyền tham dự                 |
| -- | ---------- | -- | - | - | - | -- | -- | -- | - | ----------------------------------- |
| 1  | Bồ Đào Nha | 3  | 2 | 0 | 1 | 6  | 4  | +2 | 6 | Đi tiếp vào vòng đấu loại trực tiếp |
| 2  | Hàn Quốc   | 3  | 1 | 1 | 1 | 4  | 4  | 0  | 4 | Đi tiếp vào vòng đấu loại trực tiếp |
| 3  | Uruguay    | 3  | 1 | 1 | 1 | 2  | 2  | 0  | 4 |                                     |
| 4  | Ghana      | 3  | 1 | 0 | 2 | 5  | 7  | −2 | 3 |                                     |

| Uruguay | 0–0      | Hàn Quốc |
| ------- | -------- | -------- |
|         | Chi tiết |          |

| Bồ Đào Nha                                   | 3–2      | Ghana                      |
| -------------------------------------------- | -------- | -------------------------- |
| - Ronaldo 65' (ph.đ.) - Felix 78' - Leão 80' | Chi tiết | - A. Ayew 73' - Bukari 89' |

| Hàn Quốc                | 2–3      | Ghana                         |
| ----------------------- | -------- | ----------------------------- |
| - Cho Gue-sung 58', 61' | Chi tiết | - Salisu 24' - Kudus 34', 68' |

| Bồ Đào Nha                        | 2–0      | Uruguay |
| --------------------------------- | -------- | ------- |
| - B. Fernandes 54', 90+3' (ph.đ.) | Chi tiết |         |

| Ghana | 0–2      | Uruguay                  |
| ----- | -------- | ------------------------ |
|       | Chi tiết | - De Arrascaeta 26', 32' |

| Hàn Quốc                                    | 2–1      | Bồ Đào Nha |
| ------------------------------------------- | -------- | ---------- |
| - Kim Young-gwon 27' - Hwang Hee-chan 90+1' | Chi tiết | - Horta 5' |

## Vòng đấu loại trực tiếp

### Sơ đồ
|  | Vòng 16 đội                       | Vòng 16 đội                       |                              |       | Tứ kết             | Tứ kết             |                              |                              | Bán kết | Bán kết |  |  | Chung kết | Chung kết |
|  |                                   |                                   |                              |       |                    |                    |                              |                              |         |         |  |  |           |           |
|  | 3 tháng 12 – Doha (Khalifa)       |                                   |                              |       |                    |                    |                              |                              |         |         |  |  |           |           |
|  |                                   |                                   |                              |       |                    |                    |                              |                              |         |         |  |  |           |           |
|  | Hà Lan                            | 3                                 |                              |       |                    |                    |                              |                              |         |         |  |  |           |           |
|  | Hà Lan                            | 3                                 | 9 tháng 12 – Lusail          |       |                    |                    |                              |                              |         |         |  |  |           |           |
|  | Hoa Kỳ                            | 1                                 |                              |       |                    |                    |                              |                              |         |         |  |  |           |           |
|  | Hoa Kỳ                            | 1                                 | Hà Lan                       | 2 (3) |                    |                    |                              |                              |         |         |  |  |           |           |
|  | 3 tháng 12 – Rayyan               |                                   | Hà Lan                       | 2 (3) |                    |                    |                              |                              |         |         |  |  |           |           |
|  |                                   | Argentina (p)                     | 2 (4)                        |       |                    |                    |                              |                              |         |         |  |  |           |           |
|  | Argentina                         | Argentina (p)                     | 2 (4)                        | 2     |                    |                    |                              |                              |         |         |  |  |           |           |
|  | Argentina                         |                                   | 13 tháng 12 – Lusail         | 2     |                    |                    |                              |                              |         |         |  |  |           |           |
|  | Úc                                | 1                                 |                              |       |                    |                    |                              |                              |         |         |  |  |           |           |
|  | Úc                                | 1                                 | Argentina                    | 3     |                    |                    |                              |                              |         |         |  |  |           |           |
|  | 5 tháng 12 – Al Wakrah            |                                   | Argentina                    | 3     |                    |                    |                              |                              |         |         |  |  |           |           |
|  |                                   | Croatia                           | 0                            |       |                    |                    |                              |                              |         |         |  |  |           |           |
|  | Nhật Bản                          | Croatia                           | 0                            | 1 (1) |                    |                    |                              |                              |         |         |  |  |           |           |
|  | Nhật Bản                          | 9 tháng 12 – Al Rayyan (Giáo dục) |                              | 1 (1) |                    |                    |                              |                              |         |         |  |  |           |           |
|  | Croatia (p)                       | 1 (3)                             |                              |       |                    |                    |                              |                              |         |         |  |  |           |           |
|  | Croatia (p)                       | 1 (3)                             | Croatia (p)                  | 1 (4) |                    |                    |                              |                              |         |         |  |  |           |           |
|  | 5 tháng 12 – Doha (974)           |                                   | Croatia (p)                  | 1 (4) |                    |                    |                              |                              |         |         |  |  |           |           |
|  |                                   | Brasil                            | 1 (2)                        |       |                    |                    |                              |                              |         |         |  |  |           |           |
|  | Brasil                            | Brasil                            | 1 (2)                        | 4     |                    |                    |                              |                              |         |         |  |  |           |           |
|  | Brasil                            |                                   | 18 tháng 12 – Lusail         | 4     |                    |                    |                              |                              |         |         |  |  |           |           |
|  | Hàn Quốc                          | 1                                 |                              |       |                    |                    |                              |                              |         |         |  |  |           |           |
|  | Hàn Quốc                          | 1                                 | Argentina (p)                | 3 (4) |                    |                    |                              |                              |         |         |  |  |           |           |
|  | 4 tháng 12 – Al Khor              |                                   | Argentina (p)                | 3 (4) |                    |                    |                              |                              |         |         |  |  |           |           |
|  |                                   | Pháp                              | 3 (2)                        |       |                    |                    |                              |                              |         |         |  |  |           |           |
|  | Anh                               | Pháp                              | 3 (2)                        | 3     |                    |                    |                              |                              |         |         |  |  |           |           |
|  | Anh                               | 10 tháng 12 – Al Khor             |                              | 3     |                    |                    |                              |                              |         |         |  |  |           |           |
|  | Sénégal                           | 0                                 |                              |       |                    |                    |                              |                              |         |         |  |  |           |           |
|  | Sénégal                           | 0                                 | Anh                          | 1     |                    |                    |                              |                              |         |         |  |  |           |           |
|  | 4 tháng 12 – Doha (Thumama)       |                                   | Anh                          | 1     |                    |                    |                              |                              |         |         |  |  |           |           |
|  |                                   | Pháp                              | 2                            |       |                    |                    |                              |                              |         |         |  |  |           |           |
|  | Pháp                              | Pháp                              | 2                            | 3     |                    |                    |                              |                              |         |         |  |  |           |           |
|  | Pháp                              |                                   | 14 tháng 12 – Al Khor        | 3     |                    |                    |                              |                              |         |         |  |  |           |           |
|  | Ba Lan                            | 1                                 |                              |       |                    |                    |                              |                              |         |         |  |  |           |           |
|  | Ba Lan                            | 1                                 | Pháp                         | 2     |                    |                    |                              |                              |         |         |  |  |           |           |
|  | 6 tháng 12 – Al Rayyan (Giáo dục) |                                   | Pháp                         | 2     |                    |                    |                              |                              |         |         |  |  |           |           |
|  |                                   | Maroc                             | 0                            |       | Trận tranh hạng ba | Trận tranh hạng ba |                              |                              |         |         |  |  |           |           |
|  | Maroc (p)                         | Maroc                             | 0                            | 0 (3) | Trận tranh hạng ba | Trận tranh hạng ba |                              |                              |         |         |  |  |           |           |
|  | Maroc (p)                         | 10 tháng 12 – Doha (Thumama)      | 10 tháng 12 – Doha (Thumama) | 0 (3) |                    |                    | 17 tháng 12 – Doha (Khalifa) | 17 tháng 12 – Doha (Khalifa) |         |         |  |  |           |           |
|  | Tây Ban Nha                       | 10 tháng 12 – Doha (Thumama)      | 10 tháng 12 – Doha (Thumama) | 0 (0) |                    |                    | 17 tháng 12 – Doha (Khalifa) | 17 tháng 12 – Doha (Khalifa) |         |         |  |  |           |           |
|  | Tây Ban Nha                       | Maroc                             | 1                            | 0 (0) | Croatia            | 2                  |                              |                              |         |         |  |  |           |           |
|  | 6 tháng 12 – Lusail               | Maroc                             | 1                            |       | Croatia            | 2                  |                              |                              |         |         |  |  |           |           |
|  |                                   | Bồ Đào Nha                        | 0                            |       | Maroc              | 1                  |                              |                              |         |         |  |  |           |           |
|  | Bồ Đào Nha                        | Bồ Đào Nha                        | 0                            | 6     | Maroc              | 1                  |                              |                              |         |         |  |  |           |           |
|  | Bồ Đào Nha                        |                                   |                              | 6     |                    |                    |                              |                              |         |         |  |  |           |           |
|  | Thụy Sĩ                           | 1                                 |                              |       |                    |                    |                              |                              |         |         |  |  |           |           |
|  | Thụy Sĩ                           | 1                                 |                              |       |                    |                    |                              |                              |         |         |  |  |           |           |

### Vòng 16 đội
| Hà Lan                                   | 3–1      | Hoa Kỳ       |
| ---------------------------------------- | -------- | ------------ |
| - Depay 10' - Blind 45+1' - Dumfries 81' | Chi tiết | - Wright 76' |

| Argentina                 | 2–1      | Úc                     |
| ------------------------- | -------- | ---------------------- |
| - Messi 35' - Álvarez 57' | Chi tiết | - Fernández 77' (l.n.) |

| Pháp                             | 3–1      | Ba Lan                      |
| -------------------------------- | -------- | --------------------------- |
| - Giroud 44' - Mbappé 74', 90+1' | Chi tiết | - Lewandowski 90+9' (ph.đ.) |

| Anh                                     | 3–0      | Sénégal |
| --------------------------------------- | -------- | ------- |
| - Henderson 38' - Kane 45+3' - Saka 57' | Chi tiết |         |

| Nhật Bản                              | 1–1 (s.h.p.) | Croatia                                |
| ------------------------------------- | ------------ | -------------------------------------- |
| - Maeda 43'                           | Chi tiết     | - Perišić 55'                          |
| Loạt sút luân lưu                     |              |                                        |
| - Minamino - Mitoma - Asano - Yoshida | 1–3          | - Vlašić - Brozović - Livaja - Pašalić |

| Brasil                                                             | 4–1      | Hàn Quốc            |
| ------------------------------------------------------------------ | -------- | ------------------- |
| - Vinícius 7' - Neymar 13' (ph.đ.) - Richarlison 29' - Paquetá 36' | Chi tiết | - Paik Seung-ho 76' |

| Maroc                               | 0–0 (s.h.p.) | Tây Ban Nha                  |
| ----------------------------------- | ------------ | ---------------------------- |
|                                     | Chi tiết     |                              |
| Loạt sút luân lưu                   |              |                              |
| - Sabiri - Ziyech - Benoun - Hakimi | 3–0          | - Sarabia - Soler - Busquets |

| Bồ Đào Nha                                                    | 6–1      | Thụy Sĩ      |
| ------------------------------------------------------------- | -------- | ------------ |
| - Ramos 17', 51', 67' - Pepe 33' - Guerreiro 55' - Leão 90+2' | Chi tiết | - Akanji 58' |

### Tứ kết
| Croatia                           | 1–1 (s.h.p.) | Brasil                                    |
| --------------------------------- | ------------ | ----------------------------------------- |
| - Petković 117'                   | Chi tiết     | - Neymar 105+1'                           |
| Loạt sút luân lưu                 |              |                                           |
| - Vlašić - Majer - Modrić - Oršić | 4–2          | - Rodrygo - Casemiro - Pedro - Marquinhos |

| Hà Lan                                                      | 2–2 (s.h.p.) | Argentina                                         |
| ----------------------------------------------------------- | ------------ | ------------------------------------------------- |
| - Weghorst 83', 90+11'                                      | Chi tiết     | - Molina 35' - Messi 73' (ph.đ.)                  |
| Loạt sút luân lưu                                           |              |                                                   |
| - Van Dijk - Berghuis - Koopmeiners - Weghorst - L. de Jong | 3–4          | - Messi - Paredes - Montiel - Fernández - Lautaro |

| Maroc           | 1–0      | Bồ Đào Nha |
| --------------- | -------- | ---------- |
| - En-Nesyri 42' | Chi tiết |            |

| Anh                | 1–2      | Pháp                          |
| ------------------ | -------- | ----------------------------- |
| - Kane 54' (ph.đ.) | Chi tiết | - Tchouaméni 17' - Giroud 78' |

### Bán kết
| Argentina                              | 3–0      | Croatia |
| -------------------------------------- | -------- | ------- |
| - Messi 34' (ph.đ.) - Álvarez 39', 69' | Chi tiết |         |

| Pháp                               | 2–0      | Maroc |
| ---------------------------------- | -------- | ----- |
| - T. Hernandez 5' - Kolo Muani 79' | Chi tiết |       |

### Trận tranh hạng ba
| Croatia                   | 2–1      | Maroc     |
| ------------------------- | -------- | --------- |
| - Gvardiol 7' - Oršić 42' | Chi tiết | - Dari 9' |

### Chung kết
| Argentina                            | 3–3 (s.h.p.) | Pháp                                       |
| ------------------------------------ | ------------ | ------------------------------------------ |
| - Messi 23' (p), 109' - Di Maria 36' | Chi tiết     | - Mbappe 80' (p), 81', 118' (p)            |
| Loạt sút luân lưu                    |              |                                            |
| - Messi - Dybala - Paredes - Montiel | 4–2          | - Mbappe - Coman - Tchouameni - Kolo Muani |

## Thống kê

### Giải thưởng
Có ba giải thưởng chính được trao sau khi kết thúc World Cup: Chiếc giày vàng (vua phá lưới), Quả bóng vàng (cầu thủ xuất sắc nhất) và Găng tay vàng (thủ môn xuất sắc nhất).
| Quả bóng Vàng                            | Quả bóng Bạc                             | Quả bóng Đồng                            |
| ---------------------------------------- | ---------------------------------------- | ---------------------------------------- |
| Lionel Messi                             | Kylian Mbappé                            | Luka Modrić                              |
| Chiếc giày Vàng                          | Chiếc giày Bạc                           | Chiếc giày Đồng                          |
| Kylian Mbappé                            | Lionel Messi                             | Olivier Giroud                           |
| 8 bàn thắng, 2 kiến tạo 597 phút thi đấu | 7 bàn thắng, 3 kiến tạo 690 phút thi đấu | 4 bàn thắng, 0 kiến tạo 423 phút thi đấu |
| Găng tay Vàng                            |                                          |                                          |
| Emiliano Martínez                        |                                          |                                          |
| Giải thưởng Cầu thủ trẻ xuất sắc nhất    |                                          |                                          |
| Enzo Fernández                           |                                          |                                          |
| Đội tuyển chơi đẹp                       |                                          |                                          |
| Anh                                      |                                          |                                          |

Trang web FIFA.com đã xếp hạng 10 bàn thắng để người dùng bình chọn là đẹp nhất trong giải đấu. Richarlison của đội tuyển Brazil đã nhận giải thưởng cho bàn thắng thứ hai của anh trong trận đấu vòng bảng gặp Serbia.
| Bàn thắng đẹp nhất | Bàn thắng đẹp nhất | Bàn thắng đẹp nhất | Bàn thắng đẹp nhất |
| Cầu thủ ghi bàn    | Đối thủ            | Tỷ số              | Vòng đấu           |
| ------------------ | ------------------ | ------------------ | ------------------ |
| Richarlison        | Serbia             | 2–0                | Vòng bảng          |

### Cầu thủ ghi bàn
Đã có 172 bàn thắng ghi được trong 64 trận đấu, trung bình 2.69 bàn thắng mỗi trận đấu.
8 bàn thắng
- Kylian Mbappé

7 bàn thắng
- Lionel Messi

4 bàn thắng
- Julián Álvarez
- Olivier Giroud

3 bàn thắng
- Richarlison
- Enner Valencia
- Marcus Rashford
- Bukayo Saka
- Cody Gakpo
- Gonçalo Ramos
- Álvaro Morata

2 bàn thắng
- Neymar
- Vincent Aboubakar
- Andrej Kramarić
- Harry Kane
- Niclas Füllkrug
- Kai Havertz
- Mohammed Kudus
- Mehdi Taremi
- Ritsu Dōan
- Youssef En-Nesyri
- Wout Weghorst
- Robert Lewandowski
- Bruno Fernandes
- Rafael Leão
- Salem Al-Dawsari
- Aleksandar Mitrović
- Cho Gue-sung
- Ferran Torres
- Breel Embolo
- Giorgian de Arrascaeta

1 bàn thắng
- Ángel Di María
- Enzo Fernández
- Alexis Mac Allister
- Nahuel Molina
- Mitchell Duke
- Craig Goodwin
- Mathew Leckie
- Michy Batshuayi
- Casemiro
- Lucas Paquetá
- Vinícius Júnior
- Jean-Charles Castelletto
- Eric Maxim Choupo-Moting
- Alphonso Davies
- Keysher Fuller
- Yeltsin Tejeda
- Juan Pablo Vargas
- Joško Gvardiol
- Marko Livaja
- Lovro Majer
- Mislav Oršić
- Ivan Perišić
- Bruno Petković
- Andreas Christensen
- Moisés Caicedo
- Jude Bellingham
- Phil Foden
- Jack Grealish
- Jordan Henderson
- Raheem Sterling
- Theo Hernandez
- Randal Kolo Muani
- Adrien Rabiot
- Aurélien Tchouaméni
- Serge Gnabry
- İlkay Gündoğan
- André Ayew
- Osman Bukari
- Mohammed Salisu
- Rouzbeh Cheshmi
- Ramin Rezaeian
- Takuma Asano
- Daizen Maeda
- Ao Tanaka
- Luis Chávez
- Henry Martín
- Zakaria Aboukhlal
- Achraf Dari
- Romain Saïss
- Hakim Ziyech
- Daley Blind
- Memphis Depay
- Denzel Dumfries
- Frenkie de Jong
- Davy Klaassen
- Piotr Zieliński
- João Félix
- Raphaël Guerreiro
- Ricardo Horta
- Pepe
- Cristiano Ronaldo
- Mohammed Muntari
- Saleh Al-Shehri
- Boulaye Dia
- Famara Diédhiou
- Bamba Dieng
- Kalidou Koulibaly
- Ismaïla Sarr
- Sergej Milinković-Savić
- Strahinja Pavlović
- Dušan Vlahović
- Hwang Hee-chan
- Kim Young-gwon
- Paik Seung-ho
- Marco Asensio
- Gavi
- Dani Olmo
- Carlos Soler
- Manuel Akanji
- Remo Freuler
- Xherdan Shaqiri
- Wahbi Khazri
- Christian Pulisic
- Timothy Weah
- Haji Wright
- Gareth Bale

1 bàn phản lưới nhà
- Enzo Fernández (trong trận gặp Úc)
- Nayef Aguerd (trong trận gặp Canada)

Nguồn: FIFA

### Kỷ luật
Một cầu thủ hoặc quan chức của đội sẽ tự động bị đình chỉ thi đấu trận tiếp theo nếu vi phạm các lỗi sau:
- Nhận thẻ đỏ (thời gian treo giò có thể kéo dài nếu phạm lỗi nghiêm trọng)
- Nhận 2 thẻ vàng trong 2 trận đấu; thẻ vàng đã bị xóa sau khi trận đấu kết thúc (thẻ vàng không áp dụng cho bất kỳ trận đấu quốc tế nào khác trong tương lai)

Các đình chỉ sau đây đã được thực hiện trong suốt giải đấu:
| Cầu thủ/Quan chức                        | Vi phạm                                                                                             | Đình chỉ                                        |
| ---------------------------------------- | --------------------------------------------------------------------------------------------------- | ----------------------------------------------- |
| Wayne Hennessey                          | Bảng B gặp Iran (lượt trận 2; 25 tháng 11)                                                          | Bảng B gặp Anh (lượt trận 3; 29 tháng 11)       |
| Alireza Jahanbakhsh                      | Bảng B gặp Anh (lượt trận 1; 21 tháng 11) · Bảng B gặp Wales (lượt trận 2; 25 tháng 11)             | Bảng B gặp Hoa Kỳ (lượt trận 3; 29 tháng 11)    |
| Sebas Méndez                             | Bảng A gặp Qatar (lượt trận 1; 20 tháng 11) · Bảng A gặp Hà Lan (lượt trận 2; 25 tháng 11)          | Bảng A gặp Sénégal (lượt trận 3; 29 tháng 11)   |
| Abdulellah Al-Malki                      | Bảng C gặp Argentina (lượt trận 1; 22 tháng 11) · Bảng C gặp Ba Lan (lượt trận 2; 26 tháng 11)      | Bảng C gặp México (lượt trận 3; 30 tháng 11)    |
| Francisco Calvo                          | Bảng E gặp Tây Ban Nha (lượt trận 1; 23 tháng 11) · Bảng E gặp Nhật Bản (lượt trận 2; 27 tháng 11)  | Bảng E gặp Đức (lượt trận 3; 1 tháng 12)        |
| Amadou Onana                             | Bảng F gặp Canada (lượt trận 1; 23 tháng 11) · Bảng F gặp Maroc (lượt trận 2; 27 tháng 11)          | Bảng F gặp Croatia (lượt trận 3; 1 tháng 12)    |
| Paulo Bento (huấn luyện viên)            | Bảng H gặp Ghana (lượt trận 2; 28 tháng 11)                                                         | Bảng H gặp Bồ Đào Nha (lượt trận 3; 2 tháng 12) |
| Idrissa Gueye                            | Bảng A gặp Hà Lan (lượt trận 1; 21 tháng 11) · Bảng A gặp Ecuador (lượt trận 3; 29 tháng 11)        | Vòng 16 đội gặp Anh (4 tháng 12)                |
| Ko Itakura                               | Bảng E gặp Costa Rica (lượt trận 2; 27 tháng 11) · Bảng E gặp Tây Ban Nha (lượt trận 3; 1 tháng 12) | Vòng 16 đội gặp Croatia (5 tháng 12)            |
| Vincent Aboubakar                        | Bảng G gặp Brasil (lượt trận 3; 2 tháng 12)                                                         | Đình chỉ sau giải đấu                           |
| Marcos Acuña                             | Bảng C gặp Ba Lan (lượt trận 3; 30 tháng 11) · Tứ kết gặp Hà Lan (9 tháng 12)                       | Bán kết gặp Croatia (13 tháng 12)               |
| Gonzalo Montiel                          | Bảng C gặp México (lượt trận 2; 26 tháng 11) · Tứ kết gặp Hà Lan (9 tháng 12)                       | Bán kết gặp Croatia (13 tháng 12)               |
| Denzel Dumfries                          | Tứ kết gặp Argentina (9 tháng 12)                                                                   | Đình chỉ sau giải đấu                           |
| Walid Cheddira                           | Tứ kết gặp Bồ Đào Nha (10 tháng 12)                                                                 | Bán kết gặp Pháp (14 tháng 12)                  |
| Mario Mandzukic (trợ lý huấn luyện viên) | Bán kết gặp Argentina (13 tháng 12)                                                                 | Tranh hạng ba gặp Maroc (17 tháng 12)           |

### Bảng xếp hạng
| Hạng                  | Đội         | Trận | Thắng | Hòa | Thua | BT | BB | HS | Điểm |
| --------------------- | ----------- | ---- | ----- | --- | ---- | -- | -- | -- | ---- |
| 1                     | Argentina   | 7    | 4     | 2   | 1    | 15 | 8  | +7 | 14   |
| 2                     | Pháp        | 7    | 5     | 1   | 1    | 16 | 8  | +8 | 16   |
| 3                     | Croatia     | 7    | 2     | 4   | 1    | 8  | 7  | +1 | 10   |
| 4                     | Maroc       | 7    | 3     | 2   | 2    | 6  | 5  | +1 | 11   |
| Bị loại ở tứ kết      |             |      |       |     |      |    |    |    |      |
| 5                     | Hà Lan      | 5    | 3     | 2   | 0    | 10 | 4  | +6 | 11   |
| 6                     | Anh         | 5    | 3     | 1   | 1    | 13 | 4  | +9 | 10   |
| 7                     | Brasil      | 5    | 3     | 1   | 1    | 8  | 3  | +5 | 10   |
| 8                     | Bồ Đào Nha  | 5    | 3     | 0   | 2    | 12 | 6  | +6 | 9    |
| Bị loại ở vòng 16 đội |             |      |       |     |      |    |    |    |      |
| 9                     | Nhật Bản    | 4    | 2     | 1   | 1    | 5  | 4  | +1 | 7    |
| 10                    | Sénégal     | 4    | 2     | 0   | 2    | 5  | 7  | –2 | 6    |
| 11                    | Úc          | 4    | 2     | 0   | 2    | 4  | 6  | –2 | 6    |
| 12                    | Thụy Sĩ     | 4    | 2     | 0   | 2    | 5  | 9  | –4 | 6    |
| 13                    | Tây Ban Nha | 4    | 1     | 2   | 1    | 9  | 3  | +6 | 5    |
| 14                    | Hoa Kỳ      | 4    | 1     | 2   | 1    | 3  | 4  | –1 | 5    |
| 15                    | Ba Lan      | 4    | 1     | 1   | 2    | 3  | 5  | –2 | 4    |
| 16                    | Hàn Quốc    | 4    | 1     | 1   | 2    | 5  | 8  | –3 | 4    |
| Bị loại ở vòng bảng   |             |      |       |     |      |    |    |    |      |
| 17                    | Đức         | 3    | 1     | 1   | 1    | 6  | 5  | +1 | 4    |
| 18                    | Ecuador     | 3    | 1     | 1   | 1    | 4  | 3  | +1 | 4    |
| 19                    | Cameroon    | 3    | 1     | 1   | 1    | 4  | 4  | 0  | 4    |
| 20                    | Uruguay     | 3    | 1     | 1   | 1    | 2  | 2  | 0  | 4    |
| 21                    | Tunisia     | 3    | 1     | 1   | 1    | 1  | 1  | 0  | 4    |
| 22                    | México      | 3    | 1     | 1   | 1    | 2  | 3  | –1 | 4    |
| 23                    | Bỉ          | 3    | 1     | 1   | 1    | 1  | 2  | –1 | 4    |
| 24                    | Ghana       | 3    | 1     | 0   | 2    | 5  | 7  | –2 | 3    |
| 25                    | Ả Rập Xê Út | 3    | 1     | 0   | 2    | 3  | 5  | –2 | 3    |
| 26                    | Iran        | 3    | 1     | 0   | 2    | 4  | 7  | –3 | 3    |
| 27                    | Costa Rica  | 3    | 1     | 0   | 2    | 3  | 11 | –8 | 3    |
| 28                    | Đan Mạch    | 3    | 0     | 1   | 2    | 1  | 3  | –2 | 1    |
| 29                    | Serbia      | 3    | 0     | 1   | 2    | 5  | 8  | –3 | 1    |
| 30                    | Wales       | 3    | 0     | 1   | 2    | 1  | 6  | –5 | 1    |
| 31                    | Canada      | 3    | 0     | 0   | 3    | 2  | 7  | –5 | 0    |
| 32                    | Qatar       | 3    | 0     | 0   | 3    | 1  | 7  | –6 | 0    |

### 10 trận đấu có nhiều khán giả nhất
Số liệu thống kê chính xác. Tính đến  ngày 18 tháng 12 năm 2022.
| Xếp hạng | Khán giả | Trận đấu                 | Sân vận động               | Thành phố | Ngày              | CT      |
| -------- | -------- | ------------------------ | -------------------------- | --------- | ----------------- | ------- |
| 1        | 88.966   | Argentina vs México      | Sân vận động Lusail Iconic | Lusail    | 26 tháng 11, 2022 | [ 136 ] |
| 1        | 88.966   | Argentina vs Croatia     | Sân vận động Lusail Iconic | Lusail    | 13 tháng 12, 2022 | [ 137 ] |
| 1        | 88.966   | Argentina vs Pháp        | Sân vận động Lusail Iconic | Lusail    | 18 tháng 12, 2022 | [ 138 ] |
| 4        | 88.668   | Bồ Đào Nha vs Uruguay    | Sân vận động Lusail Iconic | Lusail    | 28 tháng 11, 2022 | [ 139 ] |
| 5        | 88.235   | Hà Lan vs Argentina      | Sân vận động Lusail Iconic | Lusail    | 9 tháng 12, 2022  | [ 140 ] |
| 6        | 88.103   | Brasil vs Serbia         | Sân vận động Lusail Iconic | Lusail    | 24 tháng 11, 2022 | [ 141 ] |
| 7        | 88.012   | Argentina vs Ả Rập Xê Út | Sân vận động Lusail Iconic | Lusail    | 22 tháng 11, 2022 | [ 142 ] |
| 8        | 85.986   | Cameroon vs Brasil       | Sân vận động Lusail Iconic | Lusail    | 2 tháng 12, 2022  | [ 143 ] |
| 9        | 84.985   | Ả Rập Xê Út vs México    | Sân vận động Lusail Iconic | Lusail    | 30 tháng 11, 2022 | [ 144 ] |
| 10       | 83.720   | Bồ Đào Nha vs Thụy Sĩ    | Sân vận động Lusail Iconic | Lusail    | 6 tháng 12, 2022  | [ 145 ] |

- Trận có ít khán giả nhất: 39,089 –  Thụy Sĩ vs  Cameroon, Sân vận động Al Janoub, Al Wakrah, 24 tháng 11, 2022[146]

## Tiếp thị

### Biểu trưng và nhận dạng
Biểu trưng chính thức của giải đấu được thiết kế bởi cơ quan xây dựng thương hiệu Brandia Central có trụ sở tại Lisbon và được công bố vào ngày 3 tháng 9 năm 2019 trong các sự kiện đồng thời tại Tháp Doha, Nhà hát làng văn hóa Katara, trung tâm thành phố Msheireb ở Doha và Zubarah. Biểu trưng được thiết kế giống với chiếc cúp của giải đấu, biểu tượng vô cực và số "8", phản ánh sự kiện "được kết nối với nhau" và tám sân vận động đăng cai. Ngoài ra, biểu trưng cũng gợi lên hình ảnh những chiếc khăn choàng để biểu thị lịch trình mùa đông của giải đấu và chứa những con sóng giống như cồn cát sa mạc. Kiểu chữ của dấu chữ của biểu tượng kết hợp với kashida — hệ thống chữ viết thực hành kéo dài các phần nhất định của các ký tự trong hệ thống chữ Ả Rập để tạo điểm nhấn về mặt chữ.

### Linh vật
Linh vật chính thức của giải đấu đã được công bố vào ngày 1 tháng 4 năm 2022, trong lễ bốc thăm vòng bảng, với tên gọi của linh vật là La'eeb, là một từ tiếng Ả Rập có nghĩa là "tay chơi siêu hạng". FIFA cho biết: "La'eeb sẽ được biết đến với tinh thần trẻ trung của cậu ta, người sẽ mang đến những niềm vui cho mọi người và sự tự tin ở mọi nơi mà cậu ấy đi". Câu chuyện chính thức của nhân vật được kể rằng cậu ấy đến từ một thế giới song song nơi các linh vật của giải đấu sống tại đây, "một thế giới mà ý tưởng và sự sáng tạo làm nền tảng cho các nhân vật sống trong tâm trí của mọi người".

### Quả bóng chính thức

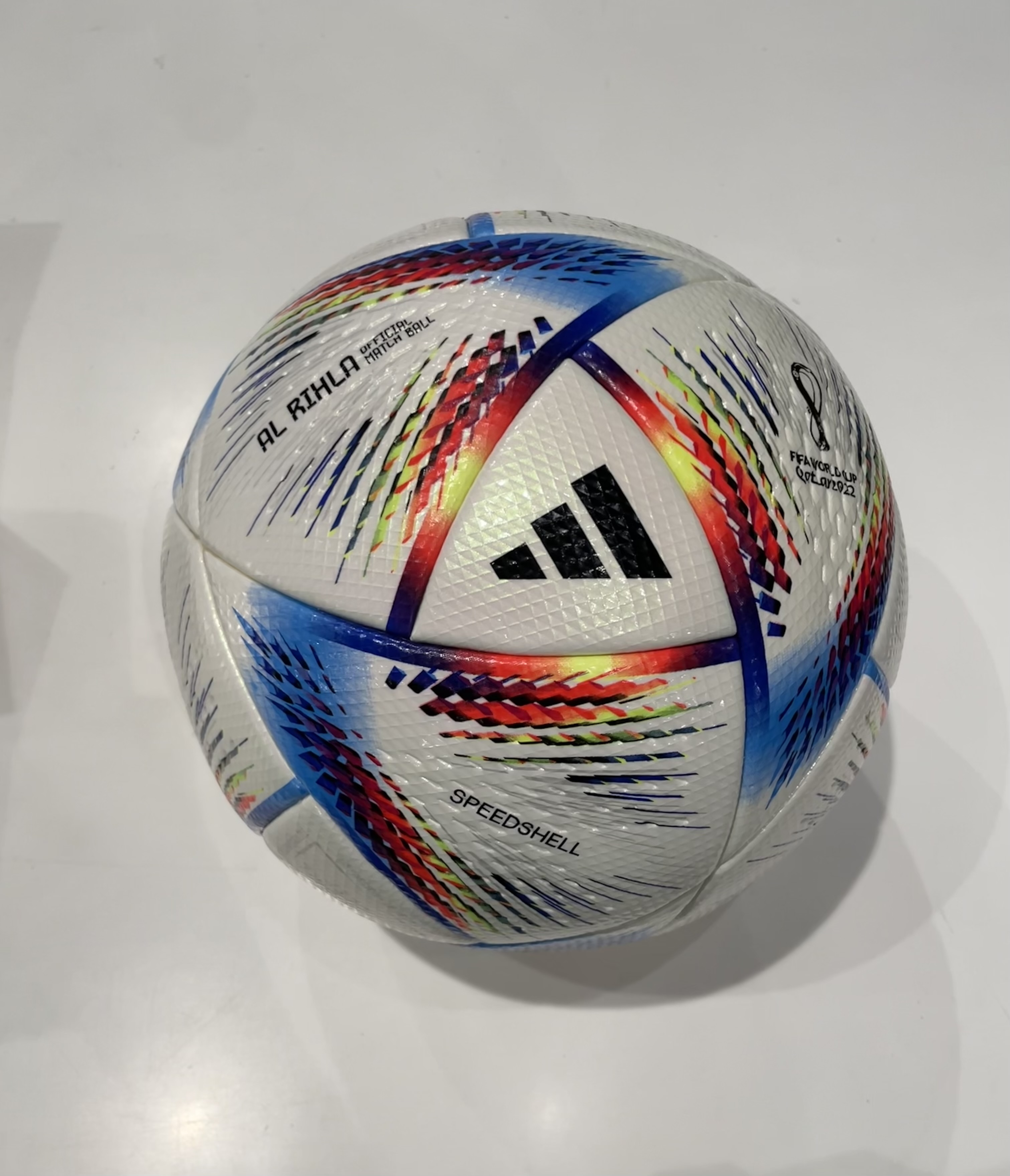
Al-Rihla, một trong những trái bóng chính thức của giải đấu.

#### Al-Rihla
Quả bóng chính thức đầu tiên của giải đấu được gọi là Al Rihla, được ra mắt vào ngày 30 tháng 3 năm 2022. Thân quả bóng được vẽ bằng lớp da màu ngọc trai, bắt nguồn cảm hứng từ nền văn hóa, kiến trúc, những chiếc thuyền mang tính biểu trưng và quốc kỳ của Qatar. Trong tiếng Ả Rập, từ Al Rihla có nghĩa là "cuộc hành trình", được đặt tên theo hành trình đi khắp thế giới nhằm khởi động một loạt các sáng kiến địa phương về sự bình đẳng.
Đây là trái bóng thứ 14 liên tiếp được công ty Adidas thiết kế với ưu tiên chính là phải bền chắc, và nó đã trở thành quả bóng thi đấu chính thức đầu tiên được tạo ra bằng keo và mực in gốc nước. Ngoài ra trong quả bóng này, Adidas đã sử dụng các tính năng mới, trong đó có CTR-Code, cho phép hỗ trợ tốc độ và cải thiện độ chính xác của bóng nhằm giúp cải thiện khả năng chơi chân của mỗi cầu thủ. Đây cũng là trái bóng đầu tiên trong lịch sử World Cup sử dụng công nghệ hỗ trợ cộng đồng, trong đó 1% doanh thu từ trái bóng trên sẽ là tiền đề để sử dụng cho phong trào Mục tiêu chung (Common Goal) - một tổ chức quỹ từ thiện mà trong đó bóng đá là một trong những phương thức giúp thúc đẩy nền giáo dục cho trẻ em khắp mọi nơi trên thế giới.

#### Al-Hilm
Sau vòng tứ kết, FIFA đã công bố Al Hilm sẽ là trái bóng chính thức được sử dụng cho cả bán kết lẫn tranh hạng ba và chung kết của giải đấu. Trong tiếng Ả Rập, Al Hilm có nghĩa là "giấc mơ", phản ánh đúng về giấc mơ lên ngôi vô địch của các cầu thủ.

### Âm nhạc

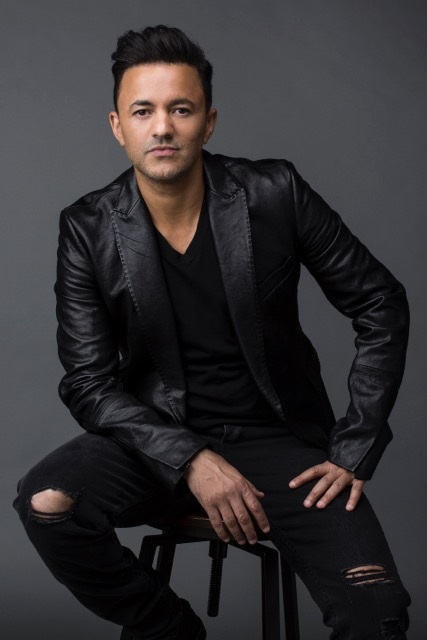
RedOne sẽ đóng vai trò là đại sứ âm nhạc của FIFA World Cup 2022.

Đầu tháng 4 năm 2022, RedOne - nam ca sĩ, nhạc sĩ kiêm nhà sản xuất âm nhạc người Thụy Điển gốc Maroc - sẽ đóng vai trò là đại sứ âm nhạc và làm nhà sản xuất chính cho album phòng thu gồm năm ca khúc mới cho giải đấu. Bản nhạc nền chủ đề cho giải đấu do anh hợp tác sáng tác cùng với Zachary Aaron Golden và được ra mắt trên YouTube vào ngày 14 tháng 10 năm 2022.
Ca khúc đầu tiên cho album và cũng là ca khúc chủ đề chính của giải đấu, có tên là "Hayya Hayya (Better Together)", do ca sĩ người Mỹ Trinidad Cardona, ca sĩ người Mỹ gốc Nigeria Davido và ca sĩ người Qatar Aisha Aziani (hay được biết đến với nghệ danh AISHA) thể hiện. MV chính thức của ca khúc cũng được phát hành cùng thời điểm.
Ca khúc thứ hai cho album có tên là "Arhbo", do Gims và Ozuna thể hiện. MV chính thức của ca khúc được phát hành vào ngày 19 tháng 8 năm 2022.
Ca khúc thứ ba cho album có tên là "Light the Sky", do các nữ ca sĩ gồm Nora Fatehi, Manal, Rahma Riad và Balqees thể hiện. MV chính thức của ca khúc được phát hành vào ngày 7 tháng 10 năm 2022.
Ca khúc thứ tư cho album có tên là "Tukoh Taka", do Nicki Minaj, Maluma và Myriam Fares thể hiện, cùng với đó là ra mắt MV chính thức của ca khúc vào ngày 17 tháng 11 năm 2022. Ca khúc này cũng được chọn là ca khúc chủ đề chính thức của FIFA Fan Festival.
Ca khúc thứ năm và cũng là ca khúc cuối cùng cho album có tên là "Dreamers", do Jungkook - thành viên hát chính của nhóm nhạc nam Hàn Quốc BTS thể hiện, với phần hát bè của ca sĩ người Qatar Fahad Al Kubaisi. Ca khúc này được phát hành vào ngày 20 tháng 11 năm 2022, ngày tổ chức lễ khai mạc của giải đấu. Jungkook và Al Kubaisi cũng đã thể hiện ca khúc này trong buổi lễ khai mạc nói trên. MV của ca khúc này được phát hành vào ngày 22 tháng 11 năm 2022.

### Tiền thưởng
Tại buổi lễ bốc thăm vòng bảng vào ngày 1 tháng 4 năm 2022, FIFA cũng đã công bố tiền thưởng chính thức cho giải đấu. Theo bản báo cáo thường niên năm 2020 của FIFA, tổng số tiền thưởng chính thức đã được FIFA xác định là 440 triệu USD. Ngoài ra, mỗi đội trong số 32 đội tham dự sẽ được nhận 1,5 triệu USD chi phí chuẩn bị trước giải đấu. Tiền thưởng được phân bổ như sau:

#### Bằng lời
- 9 triệu USD – Cho mỗi đội bị loại tại vòng bảng (16 đội)
- 13 triệu USD – Cho mỗi đội bị loại tại vòng 16 đội (8 đội)
- 17 triệu USD – Cho mỗi đội bị loại tại vòng tứ kết (4 đội)
- 25 triệu USD – Đội hạng tư
- 27 triệu USD – Đội hạng ba
- 30 triệu USD – Đội á quân
- 42 triệu USD – Đội vô địch

#### Bằng bảng
| Vị trí                  | Số tiền (triệu đô la Mỹ) | Số tiền (triệu đô la Mỹ) |
| Vị trí                  | Mỗi đội tuyển            | Tổng số                  |
| ----------------------- | ------------------------ | ------------------------ |
| Vô địch                 | 42                       | 42                       |
| Á quân                  | 30                       | 30                       |
| Hạng ba                 | 27                       | 27                       |
| Hạng tư                 | 25                       | 25                       |
| Hạng 5–8 (tứ kết)       | 17                       | 68                       |
| Hạng 9–16 (vòng 16 đội) | 13                       | 104                      |
| Hạng 17–32 (vòng bảng)  | 9                        | 144                      |
| Tổng số                 | Tổng số                  | 440                      |

### Tài trợ
| - Adidas - Coca-Cola - Hyundai–Kia - Qatar Airways - QatarEnergy - Visa - Wanda Group |

|  |

|  |

|  |

### Bản quyền phát sóng
Vào tháng 5 năm 2022, Infantino dự đoán rằng FIFA World Cup 2022 có thể được xem nhiều nhất trong lịch sử của nó, với ít nhất 5 tỷ khán giả toàn cầu; giải đấu năm 2018 đã có 3,57 tỷ lượt xem trên toàn giải đấu.
Những tranh cãi khác nhau xung quanh World Cup ở Qatar đã dẫn đến những câu hỏi về việc giải đấu sẽ được đưa tin như thế nào trên các phương tiện truyền thông, và liệu chúng sẽ được thảo luận hay giải quyết trong quá trình đưa tin. David Neal, nhà sản xuất điều hành của Fox Sports, nhà sản xuất bản quyền tiếng Anh của Mỹ, tuyên bố rằng đài truyền hình không có kế hoạch đưa tin về các vấn đề "phụ trợ" cho giải đấu trừ khi chúng "trở nên phổ biến và rõ ràng", nói rằng "[người xem] không đến với chúng tôi với mong đợi chúng tôi là Real Sports với Bryant Gumbel, hoặc E:60".
Vào tháng 2 năm 2015, FIFA đã gia hạn hợp đồng bản quyền truyền thông ở Canada và Hoa Kỳ với Bell Media (Canada), Fox (tiếng Anh Mỹ) và NBCUniversal (tiếng Tây Ban Nha Hoa Kỳ) kéo dài đến năm 2026 mà không nhận bất kỳ lời đề nghị cạnh tranh nào. New York Times đưa tin rằng quyết định này có khả năng nhằm đền bù cho việc dời lịch tổ chức World Cup 2022, vì lịch trình mới đặt giải đấu cạnh tranh với các giải đấu thể thao chuyên nghiệp lớn ở Bắc Mỹ, chẳng hạn như NFL.

## Tranh cãi
Chỉ trích về World Cup FIFA 2022 tập trung vào việc Qatar có tiêu chí nhân quyền gây tranh cãi, đặc biệt là đối xử với công nhân di cư, phụ nữ, và quyền LGBT, dẫn đến những cáo buộc về việc tẩy trắng hình ảnh. Những người khác đề cập đến khí hậu của Qatar, thiếu một nền văn hóa bóng đá mạnh mẽ, và những cáo buộc về hối lộ để có quyền tổ chức và tham nhũng FIFA rộng rãi. Một số quốc gia, câu lạc bộ và các cầu thủ cá nhân đã tuyên bố tẩy chay sự kiện này, và cựu chủ tịch FIFA Sepp Blatter đã hai lần tuyên bố rằng việc trao quyền tổ chức cho Qatar là một "sai lầm".

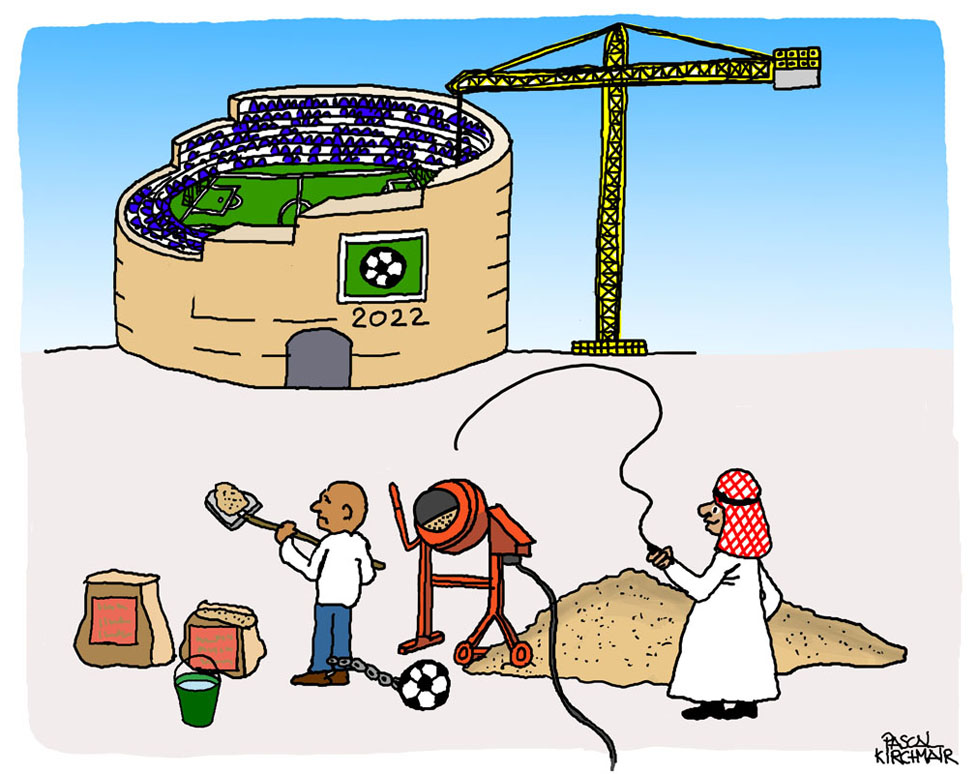
Một tranh châm biếm chính trị miêu tả việc sử dụng lao động nô lệ trong quá trình xây dựng các sân vận động tại Qatar trước World Cup FIFA 2022 (xem thêm: truyền hình FPT).

Việc chọn Qatar làm quốc gia đăng cai đã gây tranh cãi. Những tranh luận xoay quanh World Cup tại Qatar đã được miêu tả như một 'xung đột văn hóa' hoặc "đụng độ văn minh" giữa các chế độ hồi giáo độc tài và các nền dân chủ tự do phương Tây. Charlie Campbell của Time Magazine cũng nhận thấy tranh luận này đồng thời thể hiện sự suy giảm của phương Tây trong cả bóng đá và địa chính trị. The Economist bảo vệ lựa chọn của FIFA, chỉ ra rằng Qatar "là một quốc gia phù hợp hơn để tổ chức một sự kiện thể thao lớn" so với cả Trung Quốc và Nga, hai quốc gia đã đăng cai Thế vận hội Mùa đông 2022 và World Cup 2018 tương ứng, và cả hai đều có lịch sử nhân quyền tồi tệ hơn. Hơn nữa, bài báo còn cho rằng "sự chỉ trích của phương Tây" không thể "phân biệt được giữa những chế độ thật sự gớm ghiếc và những chế độ chỉ có khuyết điểm", và nhiều "nhà phê bình tức giận" chỉ nghe có vẻ như họ "không thích người Hồi giáo hoặc người giàu". Tổ chức truyền thông của Qatar, Al Jazeera, nhà báo quốc doanh, nhận xét rằng các quan điểm nhân quyền của Qatar đã nhận được chỉ trích được chọn lọc, tăng cao so với các quốc gia khác đã đăng cai các sự kiện tương tự (như Nga, Trung Quốc và Hoa Kỳ), cho rằng tranh luận này là đạo đức giả. Chủ tịch FIFA Gianni Infantino bênh vực việc tổ chức World Cup tại Qatar.
Nhiều nhóm và phương tiện truyền thông đã bày tỏ quan ngại về tính phù hợp của Qatar để đăng cai sự kiện này. Vấn đề liên quan đến nhân quyền, điều kiện làm việc của người di cư, quyền phụ nữ, và việc đối xử với người đồng tính, dẫn đến những cáo buộc về giặc rửa hình ảnh. Một số quốc gia, câu lạc bộ, và cầu thủ cá nhân đã tuyên bố tẩy chay sự kiện này, trong khi cựu chủ tịch FIFA Sepp Blatter đã hai lần tuyên bố rằng việc trao quyền tổ chức cho Qatar là một "sai lầm".

### Các vấn đề của nước chủ nhà
Một số nhóm đấu thầu và phương tiện truyền thông đã bày tỏ lo ngại về sự phù hợp của Qatar để đăng cai sự kiện, liên quan đến cách giải thích về quyền con người, đặc biệt là các điều kiện của người lao động và quyền của người hâm mộ trong cộng đồng LGBT vì tính bất hợp pháp của đồng tính luyến ái ở Qatar. Vào tháng 12 năm 2020, có một số nguồn tin cho rằng Qatar sẽ cho phép treo cờ cầu vồng tại World Cup 2022. Hassan Abdulla al Thawadi, giám đốc điều hành gói thầu World Cup 2022 của đất nước, nói rằng Qatar sẽ cho phép uống rượu bia trong sự kiện này tại một số địa điểm được cấp phép, mặc dù không được phép uống rượu ở nơi công cộng, vì hệ thống luật pháp của đất nước dựa trên Sharia.
Việc chọn Qatar làm nước chủ nhà đã gây nhiều tranh cãi; Các quan chức FIFA bị cáo buộc tham nhũng và cho phép Qatar "mua" World Cup, việc đối xử với các công nhân xây dựng bị các nhóm nhân quyền đặt ra nghi vấn, và chi phí cao cần thiết để biến kế hoạch thành hiện thực đã bị chỉ trích. Điều kiện khí hậu khiến một số người kêu gọi tổ chức giải đấu ở Qatar là không khả thi, với kế hoạch ban đầu cho các sân vận động có máy lạnh nhường chỗ cho một thời điểm tiềm năng chuyển từ mùa hè sang mùa đông.
Vào tháng 5 năm 2014, Sepp Blatter - chủ tịch FIFA vào thời điểm được lựa chọn nhưng sau đó bị cấm vì các khoản thanh toán bất hợp pháp, nhận xét rằng việc trao giải World Cup cho Qatar là một "sai lầm" vì thời tiết quá nóng của quốc gia này. Tuy nhiên, trong khi nói chuyện với các đại biểu từ các liên minh châu Phi và châu Á, Blatter nói rằng các cáo buộc tham nhũng và một số chỉ trích, bao gồm cả những lời chỉ trích từ các nhà tài trợ, "có liên quan rất nhiều đến phân biệt chủng tộc và kỳ thị".

### Cáo buộc ngược đãi người lao động nhập cư
Vấn đề về quyền lợi của người lao động nhập cư cũng thu hút sự chú ý từ giới truyền thông. Theo tờ The Guardian, trong một buổi điều tra vào năm 2013, tờ này đã báo cáo rằng nhiều công nhân bị từ chối cung cấp thức ăn và nước uống, bị tước giấy tờ tùy thân và không được trả lương đúng hạn hoặc đầy đủ, biến một số người trong số họ trở thành nô lệ. Tờ cũng ước tính rằng, vào thời điểm giải đấu được tổ chức, nếu không có những cải cách của hệ thống kafala, thì trong số hai triệu lực lượng lao động nhập cư khỏe mạnh, có tới 4000 công nhân có thể chết do không điều kiện lao động không đảm bảo an toàn và các nguyên nhân khác. Những lời báo cáo này dựa trên thực tế là 522 công nhân Nepal và hơn 700 công nhân Ấn Độ đã chết kể từ năm 2010, khi Qatar giành được quyền đăng cai tổ chức World Cup, khoảng 250 công nhân Ấn Độ chết mỗi năm. Chính phủ Ấn Độ cho rằng có khoảng nửa triệu công nhân Ấn Độ ở Qatar đã phải bỏ mạng khi phải làm việc, đó là con số tử vong khá bình thường.
Vào năm 2015, một nhóm gồm 4 nhà báo của BBC đã bị bắt và bị giam hai ngày sau khi họ cố gắng đưa tin về tình trạng của người lao động ở nước này. Các phóng viên đã được mời đến thăm đất nước với tư cách là khách của Chính phủ Qatar.
Tờ Wall Street Journal đưa tin vào tháng 6 năm 2015 về tuyên bố của Tổng liên đoàn Lao động Quốc tế rằng hơn 1.200 công nhân đã thiệt mạng khi làm việc trong các dự án cơ sở hạ tầng và bất động sản liên quan đến World Cup, và không có lời phản bác của Chính phủ Qatar. BBC sau đó đưa tin rằng con số thường được trích dẫn là 1.200 công nhân đã chết trong quá trình xây dựng World Cup ở Qatar từ năm 2011 đến 2013 là không chính xác, và thay vào đó, con số 1.200 đại diện cho cái chết của tất cả người Ấn Độ và Nepal làm việc ở Qatar, không chỉ của những công nhân đó tham gia vào quá trình chuẩn bị cho World Cup, chứ không chỉ là công nhân xây dựng. Hầu hết công dân Qatar tránh làm những công việc chân tay hoặc những công việc tay nghề thấp; họ được ưu tiên tại nơi làm việc nhiều hơn. Michael van Praag, cựu Chủ tịch Hiệp hội bóng đá Hoàng gia Hà Lan, đã yêu cầu Ủy ban điều hành FIFA gây áp lực lên Qatar về những cáo buộc đó để đảm bảo điều kiện tốt hơn cho người lao động. Ông cũng tuyên bố rằng một cuộc bỏ phiếu mới về việc trao quyền đăng cai World Cup cho Qatar sẽ phải diễn ra nếu các cáo buộc tham nhũng được chứng minh.
Vào tháng 3 năm 2016, Tổ chức Ân xá Quốc tế cáo buộc Qatar sử dụng lao động cưỡng bức, buộc các nhân viên sống trong điều kiện tồi tệ, đồng thời giữ lại tiền lương và hộ chiếu của họ. Tổ chức này đồng thời cũng cáo buộc FIFA đã không ngăn chặn sân vận động được xây dựng trên "vi phạm nhân quyền." Những người lao động nhập cư đã nói với tổ chức về những lời lạm dụng bằng lời nói và những lời đe dọa mà họ nhận được sau khi phàn nàn về việc không được trả lương trong vài tháng. Các công nhân Nepal thậm chí còn bị từ chối nghỉ phép để thăm hỏi gia đình sau trận động đất ở Nepal vào tháng 4 năm 2015.
Vào tháng 10 năm 2017, Tổng liên đoàn Lao động Quốc tế (ITUC) cho biết Qatar đã ký một thỏa thuận nhằm cải thiện tình hình của hơn hai triệu lao động nhập cư tại nước này. Theo ITUC, thỏa thuận cung cấp cho việc thiết lập các cải cách đáng kể trong hệ thống lao động, bao gồm cả việc chấm dứt hệ thống Kafala. ITUC cũng tuyên bố rằng thỏa thuận sẽ ảnh hưởng tích cực đến tình hình chung của người lao động, đặc biệt là những người làm việc trong các dự án cơ sở hạ tầng của FIFA World Cup 2022. Người lao động sẽ không cần sự cho phép của người sử dụng lao động để rời khỏi đất nước hoặc thay đổi công việc của họ.
Tháng 2 năm 2019, Tổ chức Ân xá Quốc tế đã đặt câu hỏi về việc liệu Qatar có hoàn thành các cải cách lao động đã hứa trước khi bắt đầu World Cup hay không, một ý kiến được FIFA ủng hộ. Tổ chức Ân xá Quốc tế nhận thấy rằng các vụ lạm dụng cải cách vẫn xảy ra mặc dù quốc gia này đã thực hiện một số bước để cải thiện quyền lao động. Đến tháng 5 năm 2019, một cuộc điều tra của tờ Daily Mirror của Anh đã phát hiện ra một số trong số 28.000 công nhân làm việc trên các sân vận động đang được trả 750 riyal mỗi tháng, tương đương với 190 bảng Anh mỗi tháng hoặc 99 xu một giờ cho một tuần 48 giờ điển hình. .
Hendriks Graszoden, chuyên viên cung cấp sân cỏ cho World Cup 2006 và cho Euro 2008 và Euro 2016, đã từ chối cung cấp mặt cỏ cho Qatar. Theo người phát ngôn của công ty Gerdien Vloet, lý do cho quyết định này là do Qatar bị cáo buộc vi phạm nhân quyền của những người lao động nhập cư.
Tháng 4 năm 2020, chính phủ Qatar đã hỗ trợ 824 triệu USD để trả lương cho những công nhân nhập cư trong diện kiểm dịch hoặc đang điều trị COVID-19. Đến tháng 8 năm 2020, chính phủ Qatar công bố mức lương tối thiểu hàng tháng cho tất cả người lao động là 1.000 riyal (275 USD), tăng so với mức lương tối thiểu tạm thời trước đó là 750 riyal một tháng. Các luật mới có hiệu lực vào tháng 3 năm 2021. Tổ chức Lao động Quốc tế cho biết "Qatar là quốc gia đầu tiên trong khu vực áp dụng mức lương tối thiểu không phân biệt đối xử, là một phần của một loạt các cải cách lịch sử về luật lao động của đất nước", trong khi nhóm quyền vận động di cư cho rằng mức lương tối thiểu mới quá thấp để đáp ứng nhu cầu của người lao động nhập cư với chi phí sinh hoạt cao của Qatar. Ngoài ra, những người lao động có nghĩa vụ phải trả 300 riyal cho chi phí thực phẩm và 500 riyal cho chi phí chỗ ở, nếu họ không cung cấp trực tiếp những thứ này cho các nhân viên. Giấy chứng nhận không phản đối đã được xóa để nhân viên có thể thay đổi công việc mà không cần sự đồng ý của chủ lao động hiện tại. Ủy ban tối thiểu tiền lương ở Qatar cũng được thành lập để kiểm tra việc chuẩn bị cho giải đấu. Những cải cách này đã loại bỏ hệ thống kafala và một hệ thống hợp đồng mới đã được đưa ra.
Tháng 3 năm 2021, một báo cáo điều tra do The Guardian công bố đã sử dụng dữ liệu từ các đại sứ quán và văn phòng việc làm nước ngoài quốc gia để ước tính số công nhân nhập cư thiệt mạng kể từ khi World Cup được trao cho Qatar. Từ năm 2010 đến cuối năm 2020, ước tính có hơn 6500 người lao động nhập cư từ Ấn Độ, Bangladesh, Pakistan, Nepal và Sri Lanka đã chết tại Qatar do phải làm việc quá sức.
Tại Đại hội FIFA năm 2022 ở Doha, Lise Klaveness - cựu cầu thủ bóng đá và là người đứng đầu đại diện cho Liên đoàn bóng đá Na Uy - đã chỉ trích tổ chức này đã trao giải đấu cho Qatar, với lý do có nhiều tranh cãi xung quanh giải đấu. Cô cho rằng "năm 2010 các kỳ World Cup được FIFA trao tặng theo những cách không thể chấp nhận được với những hậu quả không thể chấp nhận được. Nhân quyền, bình đẳng, dân chủ là những lợi ích cốt lõi của bóng đá không nằm trong đội hình xuất phát cải cách cho đến nhiều năm sau. Những quyền cơ bản này đã bị áp lực lên sân như những người thay thế tiếng nói bên ngoài. FIFA đã giải quyết những vấn đề này nhưng vẫn còn một chặng đường dài phía trước." Hassan al-Thawadi, Tổng thư ký của giải đấu, chỉ trích nhận xét của cô vì đã phớt lờ những cải cách lao động gần đây của nước này.
Báo cáo thường niên của Liên minh châu Âu về Nhân quyền và Dân chủ trên thế giới năm 2021 đã ghi nhận những cải cách luật lao động của Qatar đã kết hợp hệ thống lương tối thiểu không phân biệt đối xử và loại bỏ hệ thống Kafala vào năm 2021.

### Chuyển lịch thi đấu từ tháng 6 sang tháng 11
Do khí hậu khắc nghiệt ở Qatar, những lo ngại đã được bày tỏ về việc tổ chức World Cup trong khung thời gian truyền thống của nước này là tháng 6 và tháng 7 bắt đầu xuất hiện. Tháng 10 năm 2013, một lực lượng đặc nhiệm đã được ủy nhiệm để xem xét các ngày thay thế và báo cáo sau FIFA World Cup 2014 ở Brazil. Ngày 24 tháng 2 năm 2015, Lực lượng đặc nhiệm của FIFA đã đề xuất rằng giải đấu được tổ chức từ cuối tháng 11 đến cuối tháng 12 năm 2022, để tránh thời tiết khắc nghiệt giữa tháng 5 và tháng 9 ở Qatar và cũng tránh tổ chức trùng khớp với Thế vận hội Mùa đông 2022 vào tháng 2, Paralympic Mùa đông 2022 vào tháng 3 và Ramadan vào tháng 4.
Khái niệm về việc tổ chức giải đấu vào tháng 11 đang gây tranh cãi vì nó sẽ ảnh hưởng đến lịch trình thi đấu thông thường của một số giải đấu quốc nội trên thế giới. Các nhà bình luận đã nói rằng việc giải đấu diễn ra vào mùa Giáng sinh phương Tây có khả năng gây ra gián đoạn các giải quốc nội, trong khi có những lo ngại về việc giải đấu dự kiến sẽ diễn ra trong thời gian ngắn như thế nào.
Thành viên ủy ban điều hành FIFA là Theo Zwanziger cho rằng việc trao quyền đăng cai World Cup 2022 cho Qatar là một "sai lầm không thể trắng trợn hơn". Frank Lowy, Chủ tịch của Liên đoàn bóng đá Úc, cho biết nếu World Cup 2022 dời sang tháng 11 và do đó làm đảo lộn lịch thi đấu của A-League, họ sẽ yêu cầu FIFA bồi thường. Richard Scudamore, giám đốc điều hành của giải Ngoại hạng Anh, tuyên bố rằng họ sẽ xem xét hành động pháp lý chống lại FIFA vì một động thái can thiệp vào lịch thi đấu mùa Giáng sinh và năm mới của giải. Ngày 19 tháng 3 năm 2015, các nguồn tin của FIFA xác nhận rằng trận chung kết sẽ được diễn ra vào ngày 18 tháng 12.

### Cáo buộc tham nhũng khi đấu thầu chọn nước chủ nhà
Qatar đã phải đối mặt với áp lực ngày càng tăng trong việc đăng cai World Cup liên quan đến những cáo buộc về vai trò của cựu quan chức bóng đá hàng đầu Mohammed bin Hammam trong việc bảo đảm quyền tham dự. Một cựu nhân viên của đội thầu Qatar cáo buộc rằng một số quan chức châu Phi đã được Qatar trả 1,5 triệu USD. Cô đã rút lại yêu cầu của mình, nhưng sau đó nói rằng cô đã bị các quan chức đấu thầu Qatar ép làm như vậy. Vào tháng 3 năm 2014, người ta phát hiện ra rằng cựu chủ tịch CONCACAF bị thất sủng là Jack Warner và gia đình của ông đã được trả gần 2 triệu đô la từ một công ty có liên quan đến chiến dịch thành công của Qatar. Cục Điều tra Liên bang (FBI) đang điều tra Warner và các mối liên hệ bị cáo buộc của ông với giá thầu tại Qatar.
Năm trong số sáu nhà tài trợ chính của FIFA gồm Sony, Adidas, Visa, Hyundai và Coca-Cola đã kêu gọi FIFA nên điều tra các cáo buộc tham nhũng ấy. Tờ Sunday Times đã công bố các cáo buộc hối lộ dựa trên việc rò rỉ hàng triệu tài liệu bí mật. Jim Boyce, phó chủ tịch của FIFA, đã tuyên bố rằng ông sẽ ủng hộ một cuộc bỏ phiếu lại để tìm ra người đăng cai mới nếu các cáo buộc tham nhũng được chứng minh. FIFA đã hoàn thành một cuộc điều tra kéo dài về những cáo buộc này và một báo cáo đã chứng minh Qatar về bất kỳ hành vi sai trái nào. Bất chấp những tuyên bố trên, người Qatar khẳng định rằng các cáo buộc tham nhũng là do sự đố kỵ và ngờ vực thúc đẩy trong khi Sepp Blatter nói rằng nó được thúc đẩy bởi sự phân biệt chủng tộc trên các phương tiện truyền thông Anh.
Trong vụ tham nhũng năm 2015 của FIFA, các quan chức Thụy Sĩ, hoạt động theo thông tin từ Bộ Tư pháp Hoa Kỳ, đã bắt giữ nhiều quan chức cấp cao của FIFA ở Zurich, Thụy Sĩ. Họ cũng thu giữ hồ sơ vật lý và điện tử từ trụ sở chính của FIFA. Các vụ bắt giữ quan chức tiếp tục diễn ra ở Hoa Kỳ, nơi một số quan chức FIFA bị bắt, và các tòa nhà của FIFA bị đột kích. Vụ bắt giữ được thực hiện dựa trên thông tin về một vụ bê bối tham nhũng và hối lộ ít nhất trị giá 150 triệu đô la Mỹ.
Vào ngày 7 tháng 6 năm 2015, Phaedra Almajid, cựu nhân viên truyền thông của nhóm đấu thầu Qatar, tuyên bố rằng những cáo buộc sẽ dẫn đến việc Qatar không thể đăng cai World Cup. Trong một cuộc phỏng vấn được công bố cùng ngày, Domenico Scala, người đứng đầu Ủy ban Kiểm toán và Tuân thủ của FIFA, đã nói rằng "nếu có bằng chứng cho thấy các giải thưởng cho Qatar và Nga chỉ đến vì những lá phiếu đã mua, thì giải thưởng có thể bị hủy bỏ."

### Khủng hoảng ngoại giao ở Qatar
Ngày 5 tháng 6 năm 2017, các nước Ả Rập Xê Út, Ai Cập, Bahrain, UAE và Yemen chấm dứt quan hệ ngoại giao với Qatar, cáo buộc nước này gây mất ổn định khu vực và hỗ trợ các nhóm khủng bố. Những nước như Ả Rập Xê Út, Yemen, Mauritania, UAE, Bahrain và Ai Cập đã cùng nhau viết thư yêu cầu FIFA thay Qatar làm chủ nhà của World Cup, gọi nước này là "căn cứ của những vụ khủng bố". Tháng 10 năm 2017, Trung tướng Dhahi Khalfan Tamim, Phó cục trưởng Cục Cảnh sát và An ninh Tổng hợp Dubai, đã viết về cuộc khủng hoảng trên Twitter bằng tiếng Ả Rập, nói rằng "Nếu World Cup không có Qatar đăng cai, cuộc khủng hoảng của Qatar sẽ kết thúc, chính vì cuộc khủng hoảng được tạo ra để thoát khỏi nó".
Theo các phương tiện truyền thông, thông điệp dường như ngụ ý rằng việc phong tỏa Qatar do Ả Rập Xê Út dẫn đầu chỉ được ban hành do Qatar đăng cai tổ chức sự kiện bóng đá lớn nhất thế giới. Để phản bác lại việc truyền thông đưa tin về bài viết của mình, Dhahi Khalfan đã viết trên Twitter: "Tôi nói rằng Qatar đang giả mạo một cuộc khủng hoảng và tuyên bố rằng họ bị bao vây để có thể thoát khỏi gánh nặng xây dựng các cơ sở thể thao đắt tiền cho World Cup". Bộ trưởng Ngoại giao UAE Anwar Gargash cho biết Dhahi Khalfan đã bị hiểu nhầm khi đưa tin trên các phương tiện truyền thông. Đáp lại, ông sẽ làm rõ bằng chứng rằng việc Qatar đăng cai giải đấu "nên bao gồm việc từ chối các chính sách ủng hộ chủ nghĩa cực đoan và chủ nghĩa khủng bố."

### Cấm Nga tham dự giải đấu
Ngày 9 tháng 12 năm 2019, Cơ quan phòng chống doping thế giới (viết tắt là WADA) đã trao cho Nga lệnh cấm 4 năm đối với tất cả các sự kiện thể thao lớn, sau khi Cơ quan phòng chống doping Liên bang Nga (viết tắt là RUSADA) bị phát hiện không tuân thủ thực hiện vì đã giao dữ liệu phòng thí nghiệm bị thao túng cho các nhà điều tra. Đội tuyển bóng đá quốc gia Nga vẫn được phép tham dự vòng loại, vì lệnh cấm chỉ áp dụng cho giải đấu cuối cùng quyết định của các nhà vô địch thế giới. Một đội đại diện cho Nga, đội sử dụng quốc kỳ và quốc ca của Nga, không thể tham gia theo quyết định của WADA trong khi lệnh cấm còn hiệu lực. Quyết định này đã bị kháng cáo lên Tòa án Trọng tài Thể thao và vào ngày 17 tháng 12 năm 2020, các đội Nga bị cấm thi đấu tại các giải vô địch thế giới do một bên ký kết WADA tổ chức hoặc xử phạt cho đến ngày 16 tháng 12 năm 2022, một ngày trước trận đấu tranh hạng ba.
Sự tham gia của Nga càng bị nghi ngờ sau chiến dịch quân sự đặc biệt của Nga vào Ukraine. Vào ngày 24 tháng 2, ba đội trên con đường vòng play-off tham dự World Cup của Nga gồm Cộng hòa Séc, Ba Lan và Thụy Điển đã bày tỏ họ không muốn chơi bất kỳ trận đấu nào trên lãnh thổ Nga. Sự tẩy chay đã được Ba Lan và Thụy Điển mở rộng sang bất kỳ trận đấu vòng loại nào vào ngày 26 tháng 2, và Cộng hòa Séc cũng vậy, họ đã thực hiện điều này chỉ một ngày sau đó.
Ngày 27 tháng 2 năm 2022, FIFA đã công bố một số lệnh trừng phạt ảnh hưởng đến sự tham gia của Nga vào bóng đá quốc tế. Nga bị cấm đăng cai các giải đấu quốc tế, và đội tuyển bóng đá quốc gia Nga đã được lệnh phải thi đấu tất cả các trận đấu trên sân nhà không khán giả ở các nước trung lập. Theo các lệnh trừng phạt này, Nga sẽ không được phép thi đấu dưới tên, quốc kỳ hoặc quốc ca của đất nước, tương tự như việc các vận động viên Nga tham gia các sự kiện như Thế vận hội, đội sẽ thi đấu dưới tên viết tắt của liên đoàn quốc gia của họ, Liên đoàn bóng đá Nga ("RFU"), thay vì là đội tuyển Nga thông thường. Tuy nhiên, ngày hôm sau, FIFA đã quyết định đình chỉ Nga tham gia các giải đấu quốc tế cho đến khi có thông báo mới, bao gồm cả việc Nga cấm tham dự giải đấu này. Quyết định này đã vấp phải hàng loạt phản ứng dữ dội từ nhiều nơi trên thế giới, trong đó có cả Liên đoàn bóng đá Nga, họ sẵn sàng kiện hai liên đoàn UEFA và FIFA lên Tòa án Trọng tài Thể thao để phản đối quyết định của cả hai liên đoàn này về việc cấm các đội tuyển quốc gia và các câu lạc bộ của Nga tham gia các giải đấu quốc tế vì chiến dịch quân sự đặc biệt của Nga ở Ukraine.
Một số nhà quan sát cho biết trong khi tán thành việc tẩy chay Nga, vậy tại sao FIFA không tẩy chay Ả Rập Xê Út vì can thiệp quân sự vào Yemen, hay Qatar vì vi phạm nhân quyền.

### Về quyền lợi của phụ nữ

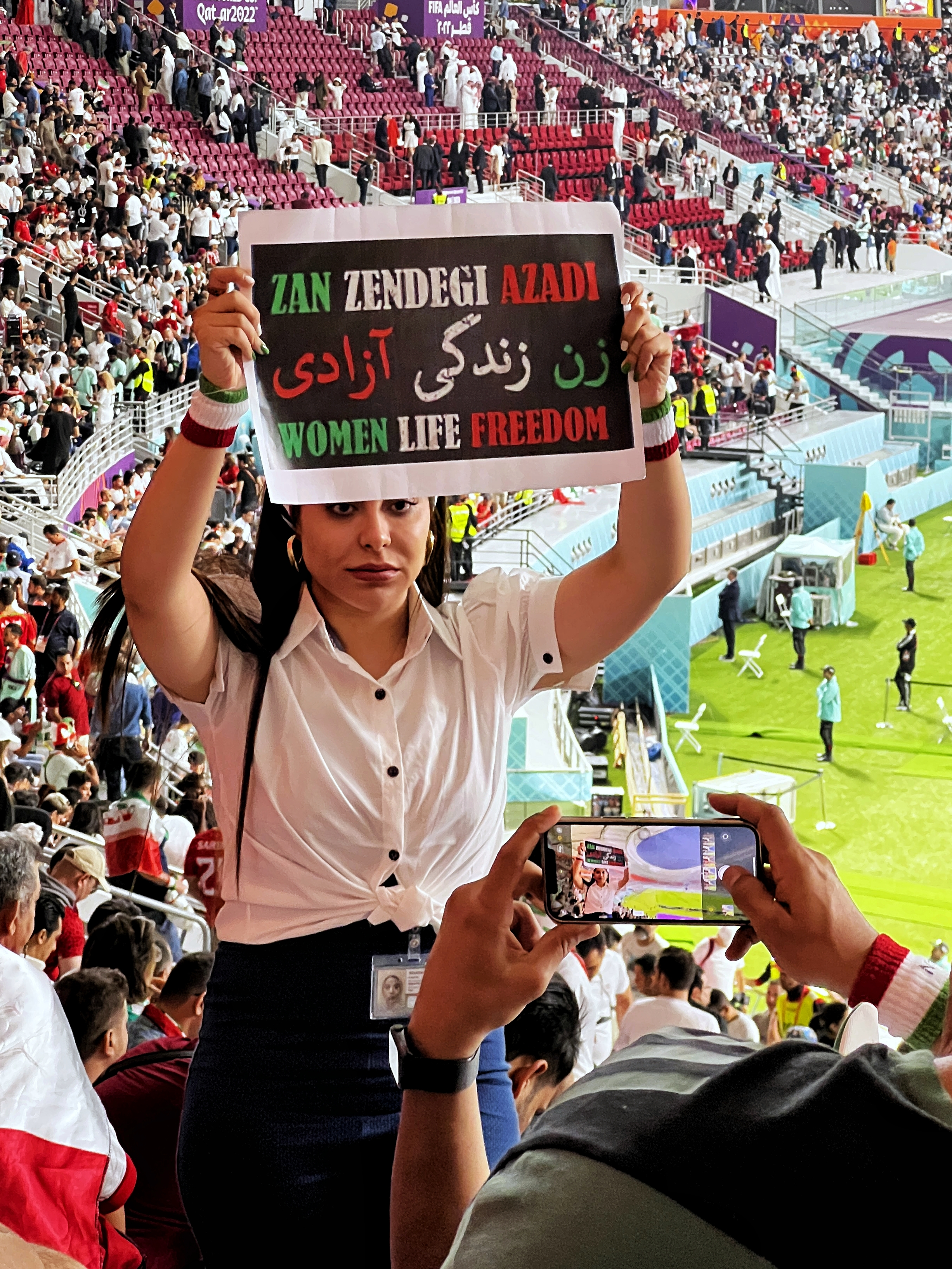
Một cổ động viên Iran mang biểu ngữ với khẩu hiệu "Woman, Life, Freedom"

Trong quá trình tổ chức World Cup, một nhân viên người Mexico của Ban tổ chức World Cup đã bị tố cáo quan hệ tình dục ngoài hôn nhân. Người phụ nữ trước đó đã khai báo là bản thân mình bị hiếp dâm. Tuy nhiên, người bị cáo khai rằng anh ta có quan hệ tình cảm với cô, sau đó người nhân viên nữ này bị điều tra về tội quan hệ tình dục ngoài hôn nhân. Nhiều phụ nữ nước ngoài lo ngại rằng ở Qatar, nơi luật đạo Hồi Sharia là cơ sở chính của pháp luật, họ sẽ phải đối mặt với án phạt bằng roi và 7 năm tù nếu bị kết tội quan hệ tình dục ngoài hôn nhân. Vụ án hình sự chống lại nhân viên của Ban tổ chức đã được hủy bỏ vài tháng sau khi cô được phép rời Qatar.

### Về cộng đồngLGBT
Một số người đã lo lắng về quyền của các thành viên trong cộng đồng LGBT khi tham dự giải đấu, vì đồng tính là bất hợp pháp ở Qatar và cũng có thể bị trừng phạt bằng việc tử hình đối với những người theo đạo Hồi dưới luật đạo Hồi Sharia. Sau khi Qatar được chọn làm chủ nhà, Blatter đã bị chỉ trích vì nói đùa với một phóng viên đang hỏi về những lo ngại rằng những người tham dự đồng tính "nên hạn chế bất kỳ hoạt động tình dục nào". Để thứ lỗi khán giả về sự cố này, Blatter đảm bảo rằng FIFA không dung thứ cho sự phân biệt đối xử và tuyên bố rằng "những gì chúng tôi muốn làm là mở giải đấu này cho tất cả mọi người, và mở nó cho tất cả các nền văn hóa, và đây là những gì chúng tôi đang làm vào năm 2022." Năm 2013, Hassan al-Thawadi tuyên bố rằng các khán giả sẽ được chào đón tại giải đấu, nhưng lưu ý rằng họ không nên thể hiện tình cảm nơi công cộng vì chúng "không phải là một phần của văn hóa và truyền thống của chúng tôi".
Tháng 11 năm 2021, cầu thủ bóng đá người Úc Josh Cavallo, người đã công khai là đồng tính vào tháng 10 năm 2021, nói rằng anh sợ đến Qatar để thi đấu. Nasser Al Khater, trưởng ban tổ chức giải đấu, trả lời rằng Cavallo sẽ được thi đấu tại Qatar.
Tháng 12 năm 2020, các quan chức Qatar ban đầu tuyên bố rằng theo chính sách của FIFA, họ sẽ không hạn chế việc hiển thị hình ảnh ủng hộ LGBT (chẳng hạn như cờ cầu vồng) tại các trận đấu trong thời gian diễn ra World Cup. Tuy nhiên, vào tháng 4 năm 2022, một quan chức an ninh cấp cao giám sát giải đấu đã tuyên bố rằng có kế hoạch tịch thu cờ cầu vồng từ khán giả - được cho là một biện pháp an toàn để bảo vệ họ khỏi sự xen kẽ với những khán giả chống LGBT. Cộng đồng mạng bóng đá chống phân biệt chủng tộc ở châu Âu (viết tắt là Fare) đã lên tiếng chỉ trích bản báo cáo, cho rằng các hành động chống lại cộng đồng LGBT của nhà nước là mối quan tâm của những người tham dự World Cup hơn là hành động của các cá nhân của các quan chức. Tuy nhiên, Thiếu tướng Abdulaziz Abdullah Al Ansari, lãnh đạo cấp cao giám sát an ninh cho giải đấu, đã tuyên bố trong một cuộc phỏng vấn rằng những người mang theo cờ LGBT sẽ được chào đón trên toàn quốc trong thời gian diễn ra giải đấu

## An ninh
Chính phủ Qatar đã tuyển dụng khoảng 50.000 nhân viên an ninh bao gồm các đơn vị cảnh sát và lực lượng quân đội từ ít nhất mười ba quốc gia, bao gồm Ba Lan, Đức, Pháp, Kuwait, Jordan, Ý, Palestine, Tây Ban Nha, Pakistan, Thổ Nhĩ Kỳ, Hoa Kỳ, Saudi Arabia và Vương quốc Anh.

### Thổ Nhĩ Kỳ
Thổ Nhĩ Kỳ đã cung cấp khoảng 3.000 nhân viên cảnh sát chống bạo động.

### Pakistan
Pakistan đã cung cấp khoảng 4.500 binh lính Quân đội cho Qatar để đảm bảo an ninh sự kiện.